# Brasiliano-Orogenese
Unter Brasiliano-Orogenese (englisch Brasiliano Orogenic Cycle) wird ein langwieriger und großräumiger geodynamischer Zyklus von tektonischen, magmatischen, metamorphen und sedimentären Prozessen mit Gebirgsbildungen bzw. Auffaltung orogener Gürteln verstanden. Diese Gürtel trugen wesentlich zur Bildung des Kontinents Südamerika aus Bruchstücken des Superkontinents Rodinia bei.
Unter Schließung des Adamastor-Ozeans und weiterer Ozeane kollidierten u. a. die Kratone Amazonas und Rio de la Plata sowie der Paranapanema-Block mit den afrikanischen Kratonen Westafrika, Kongo-São Francisco (abgekürzt Kongo-SF) und Kalahari. Diese Prozesse stehen deshalb im direkten Zusammenhang mit der Pan-Afrikanischen Orogenese und werden zusammengenommen als Pan-Afrikanische-/Brasiliano-Orogenese bezeichnet. Beide formten Westgondwana, von der die Brasiliano-Orogenese wiederum den westlichsten Teil darstellt.
Der Zeitraum der Brasiliano-Orogenese fällt in die Ära des Neoproterozoikums und begann vor etwa 1.000 Millionen Jahren (abgekürzt mya) und war im frühen Phanerozoikum, dem unteren Kambrium, um 480 mya, weitgehend abgeschlossen.

## Begriffsprägung
Der Begriff Brasiliano Orogenic Cycle (Brasiliano-Orogenese) wurde erstmals vom brasilianischen Geologen Fernando Flávio Marques de Almeida und Kollegen im Jahr 1973 geprägt. Der Begriff bezog sich auf geodynamische Prozesse in südamerikanischen Kontinentalmassen im Zeitraum von etwa 700 bis 450 mya und grenzte diesen von prä-neoproterozischen Orogenesen zwischen den Intervallen 1.400 bis 900 mya, 2.000 bis 1.800 mya und noch früheren Phasen ab.

## Lithosphärenplatten und Ozeane

Kratone WestGondwanas

Die Brasiliano-Orogenese basiert auf plattentektonischen Vorgängen globalen Ausmaßes, beginnend mit dem Auseinanderbrechen von Lithosphärenplatten (Kontinentalplatten) und dem Öffnen von intra-kontinentalen Grabenbrüchen bis hin zum Schließen der sich gebildeten Ozeane oder Meere. Diese Prozesse lassen sich zurückverfolgen bis in Entwicklungsphasen des Superkontinents Rodinia und stehen im Zusammenhang mit der späteren Formierung des Superkontinents Pannotia mit dem Großkontinent Gondwana als dessen bedeutendste kontinentale Masse. Südamerika bildete darin den westlichsten Kontinent.

### Lithosphärenplatten und Sedimentbecken
An den Prozessen der Brasiliano-Orogenese waren insbesondere die paläoarchaischen bis paläoproterozoischen Kratone Amazonas, Rio de la Plata und den Paranapanema-Block sowie die Kratone Kongo-SF, Westafrika und Kalahari beteiligt. Mehrere kleinere Terrane, wie die Rio Apa-, Apiaí- und Luiz Alves- Blöcke sowie das Goiás-Massiv hatten ebenfalls bedeutende Anteile an der geodynamischen Entwicklung.

Lage des brasilianischen Bundesstaates Maranhão
Lage des brasilianischen Bundesstaates Piauí
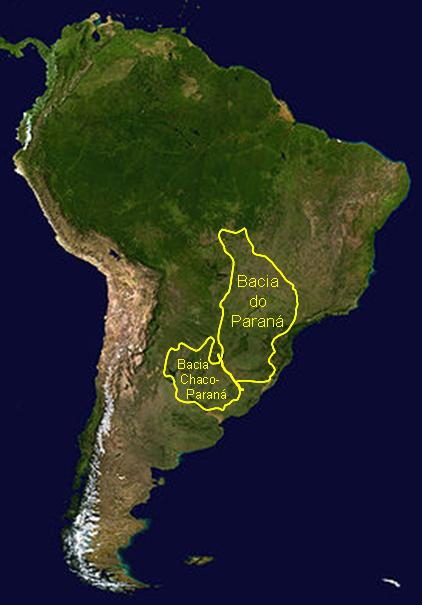
Satellitenaufnahme des Paraná-Beckens
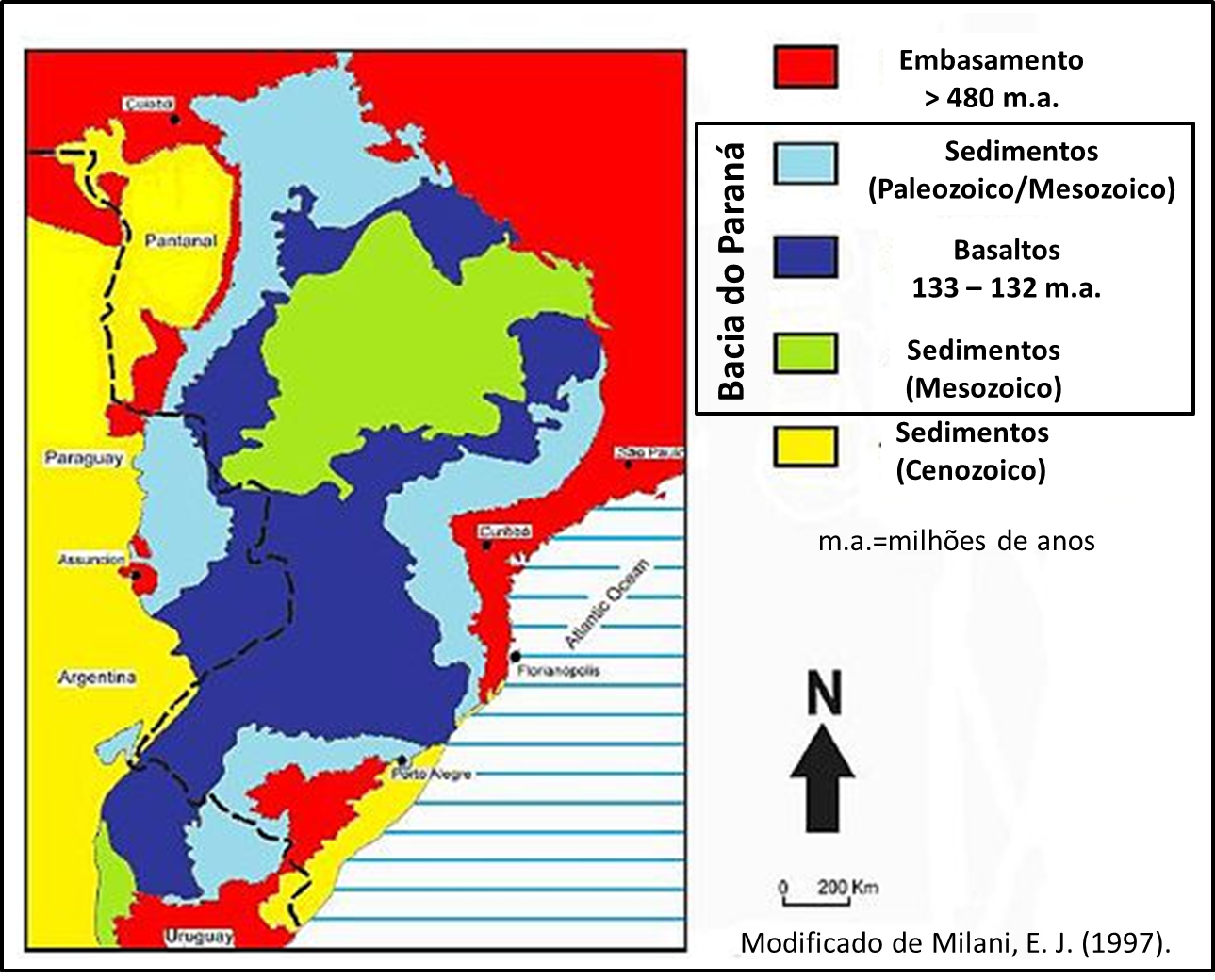
Vereinfachte geologischen Karte des Paraná-Beckens

Bedeutende Sedimentbecken waren das Parnaíba-Becken und das Paraná-Becken.
- Das Parnaíba-Becken umfasst im Wesentlichen die brasilianischen Bundesstaaten Maranhão und Piauí. Es entwickelt sich auf den Grundgebirgen der Borborema-Provinz, des Paranába-Blocks und dem Amazonas-Kraton mit dem aufgeschobenen Araguaia-Gürtel.

- Das Paraná-Becken erstreckt sich in Brasilien, dem nordöstlichen Argentinien, dem östlichenParaguay und dem nördlichen Uruguay. Es basiert auf den Grundgebirgen des Río de la Plata-Kratons, der Mantiqueira-Provinz, dem Luis Alves-Block, der Tocantins-Provinz und dem Paranapanema-Block.

### Ozeane
- Zwischen den südamerikanischen und afrikanischen Lithosphärenplatten breitete sich der Adamstor-Ozean[15] aus. Er erstreckte sich von der golfförmigen Bucht zwischen den damals noch zusammenhängenden São Francisco[16]- und Kongo-Teilkratonen bis zum Kalahari-Kraton einerseits sowie dem Río de la Plata-Kraton andererseits.

- Der Brazilide-Ozean[17] trennte den Amazonas-Kraton vom Paranapanema-Block.

- Der Goianides-Ozean[1] breitete sich zwischen der Nordwestflanke des Kratons Kongo-SF und des Rio de la Plata-Kratons aus. Es wird vermutet, dass dieser Ozean in Verbindung mit dem Pharusischen Ozean stand (siehe auch → Pharusischer-Gürtel).

- Zwischen dem Amazonas-Kraton einerseits und den Rio de la Plata- und Kongo-SF-Kratonen andererseits öffnete sich der Goiás-Ozean.[18] In diesem entwickelten sich die Goiás-Inselbogen-Komplexe. Dieser Ozean stand ebenfalls mit dem Pharusischen Ozean in Verbindung.

- Der Churra-Ozean trennte die Nico Perez[19]-Mikroplatte von anderen Terranen des Rio de la Plata-Kratons.

## Geologische Provinzen und Orogene

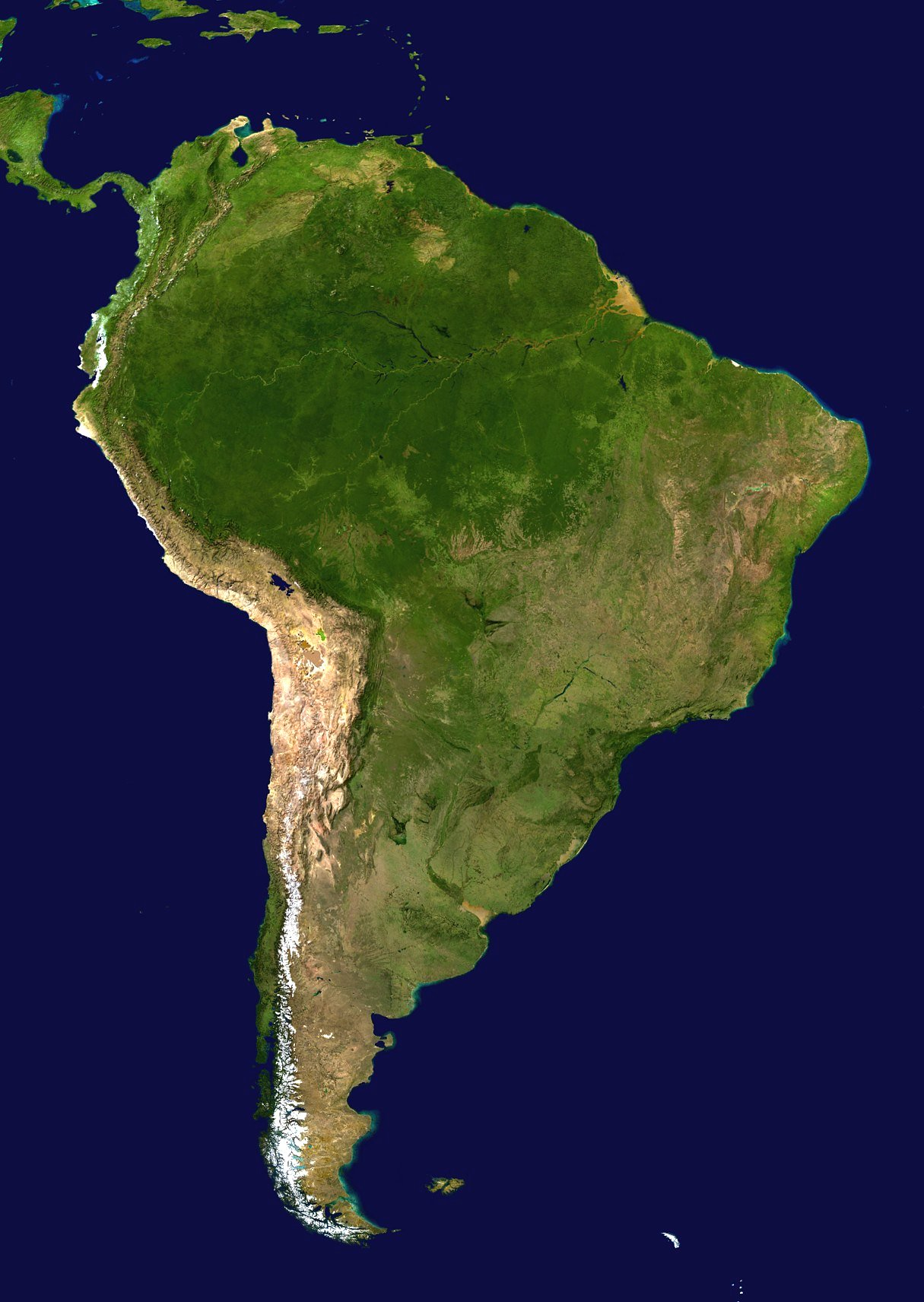
Satellitenaufnahme Südamerikas
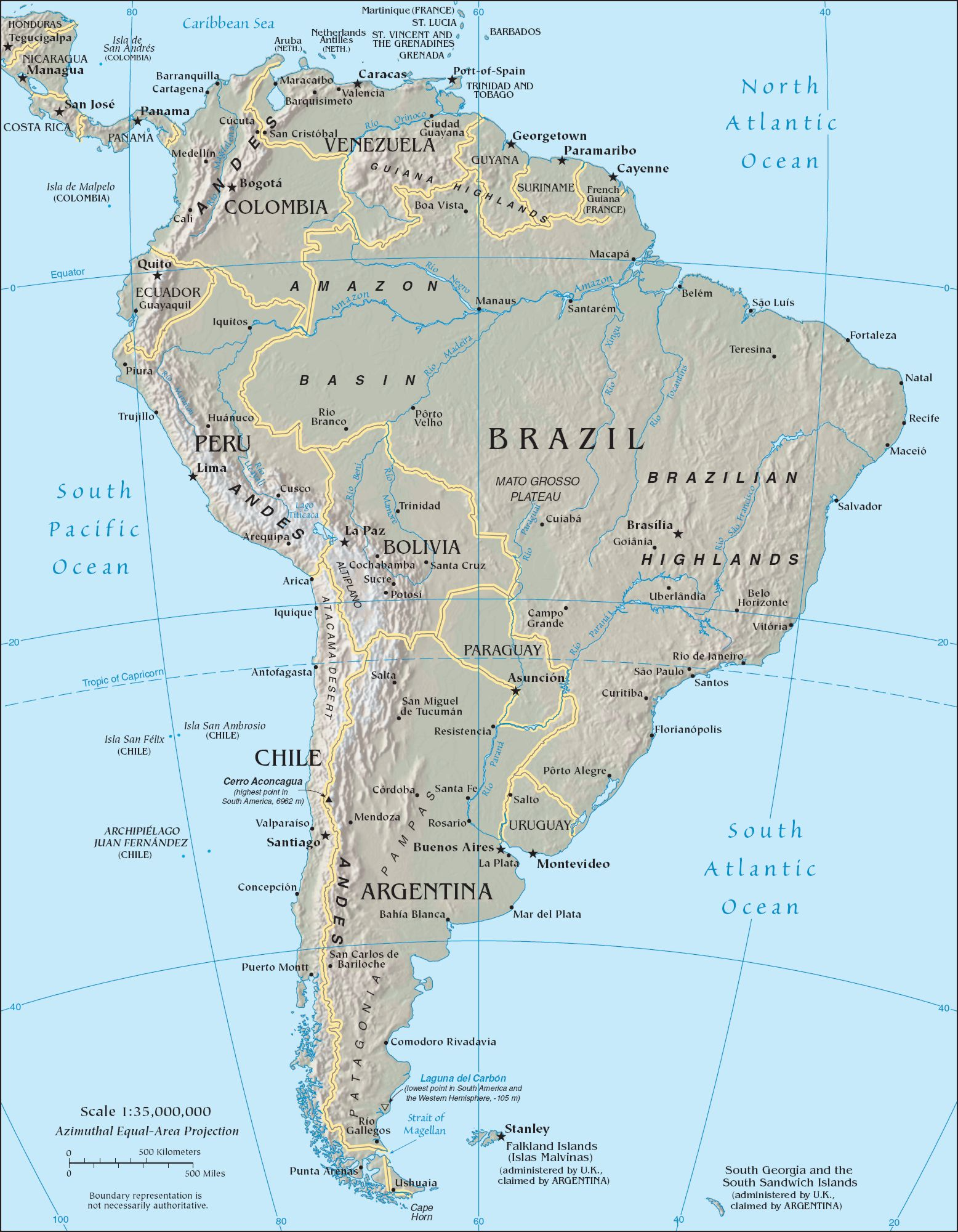
Topografie und Länder Südamerikas
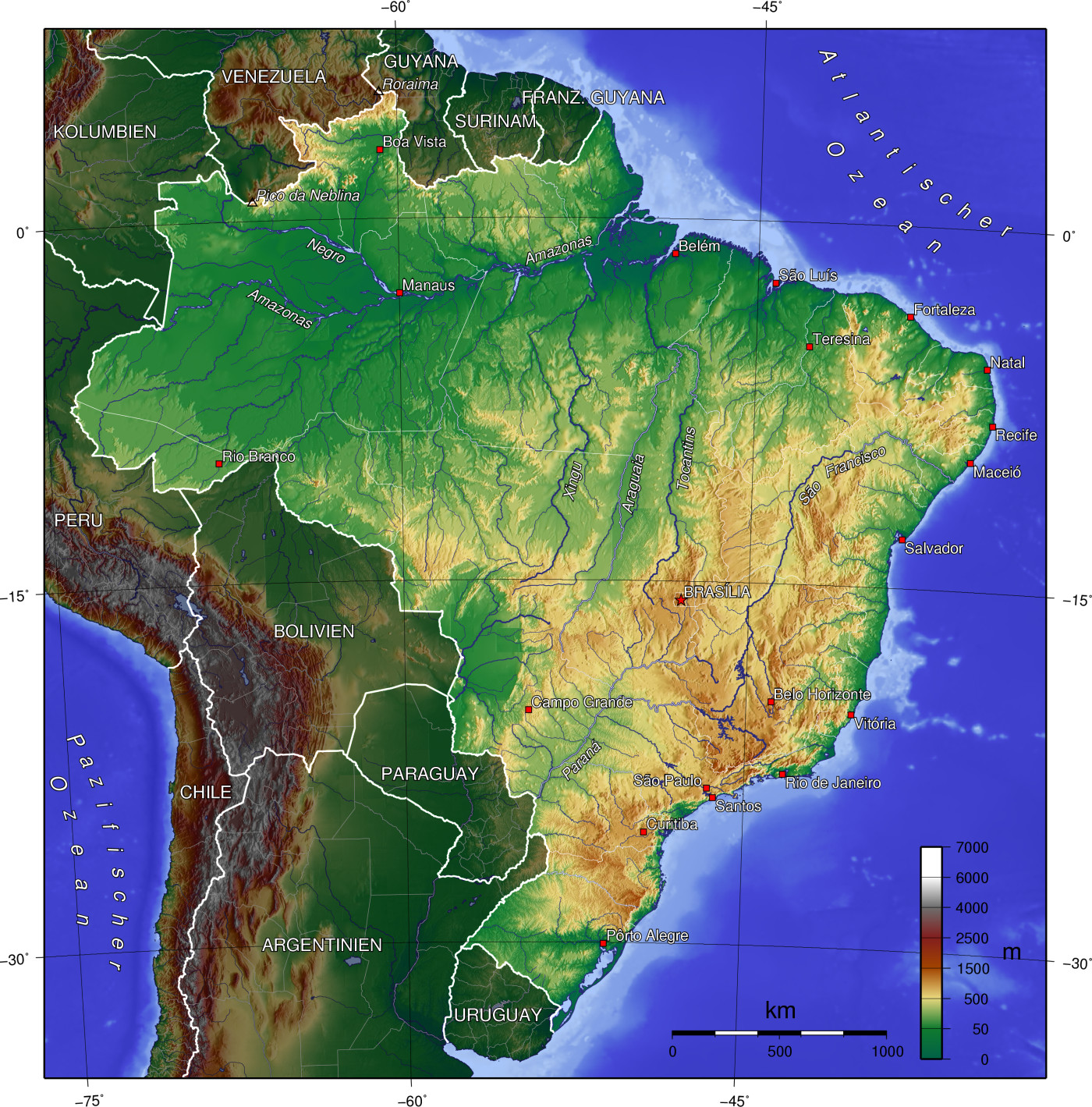
Topografie Brasiliens
Bundesstaaten Brasiliens

Während der Brasiliano-Orogenese bildeten sich mehrere geologischen Provinzen und Orogene, die sich in ihren Strukturen und Bildungsprozessen deutlich unterscheiden. Diese Orogenesen führten zur Schließung mehrerer Ozeane und Aulakogene, insbesondere des Adamastor-Ozeans, des Brazilides-Ozeans und des Goianides Ozeans.

### Borborema-Provinz

Bundesstaaten im Nordosten Brasiliens

Die Borborema-Provinz, bzw. das Borborema Plateau oder auch die Serra da Borborema, erstreckt sich im Nordosten Brasiliens ganz oder teilweise in den Bundesstaaten 1: Maranhão, 2: Piauí, 3: Ceará, 4: Rio Grande do Norte, 5: Paraíba, 6 : Pernambuco, 7: Alagoas, 8: Sergipe und 9: Bahia. Die geologische Begrenzung sind der heutige Kraton São Francisco im Süden und das Parnaíba-Becken im Westen.

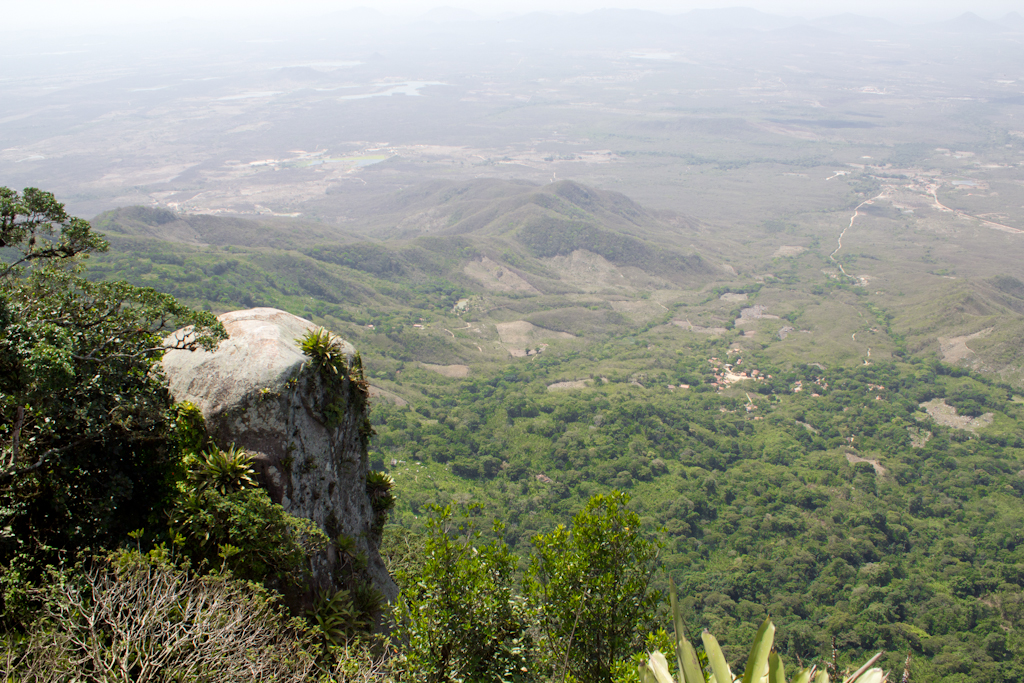
Pedra da Rajada-Berge in der Serra de Maranguape im Norden von Ceará
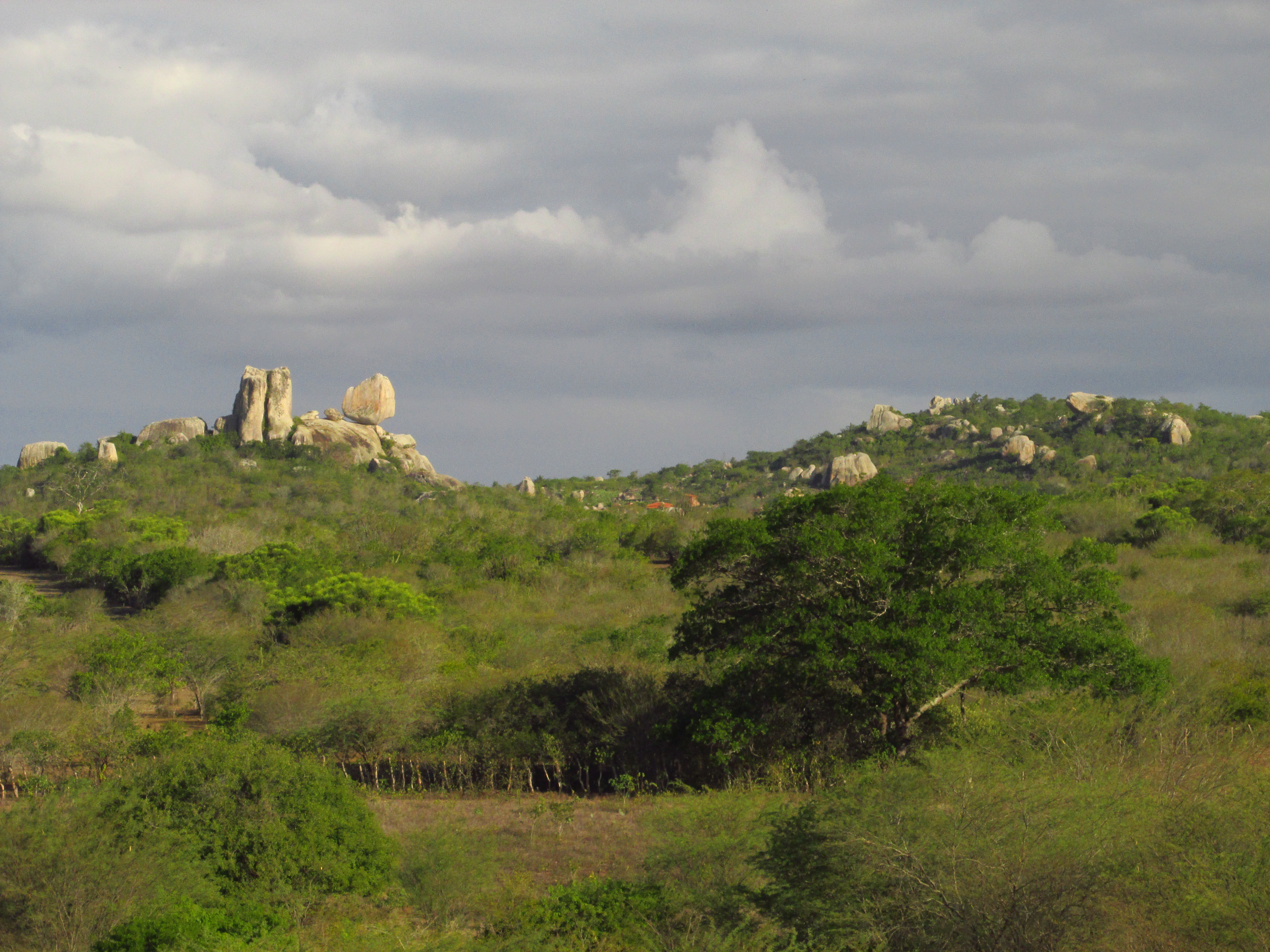
Felsformationen bei der Stadt Queimadas/Paraíba
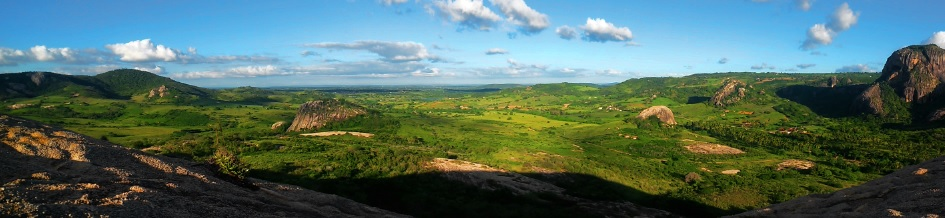
Panorama des Pedra da Boca State-Parks vom Pedra do Lagarto bis zum Pedra da Boca bei der Gemeinde Araruna/Paraíba
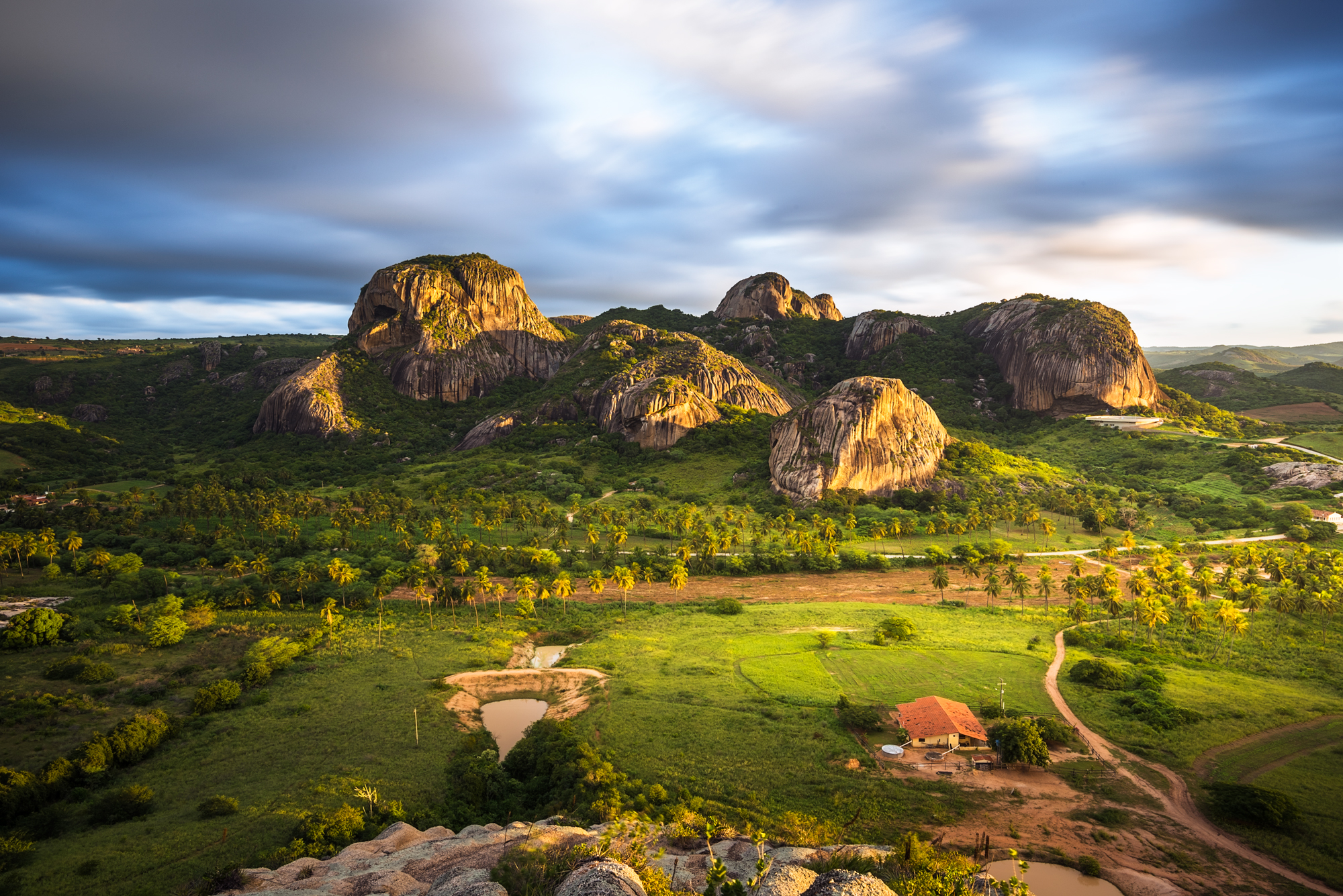
Felsformationen des Pedra da Boca und Pedra da Caveira im Pedra da Boca State-Park bei der Gemeinde Araruna/Paraíba
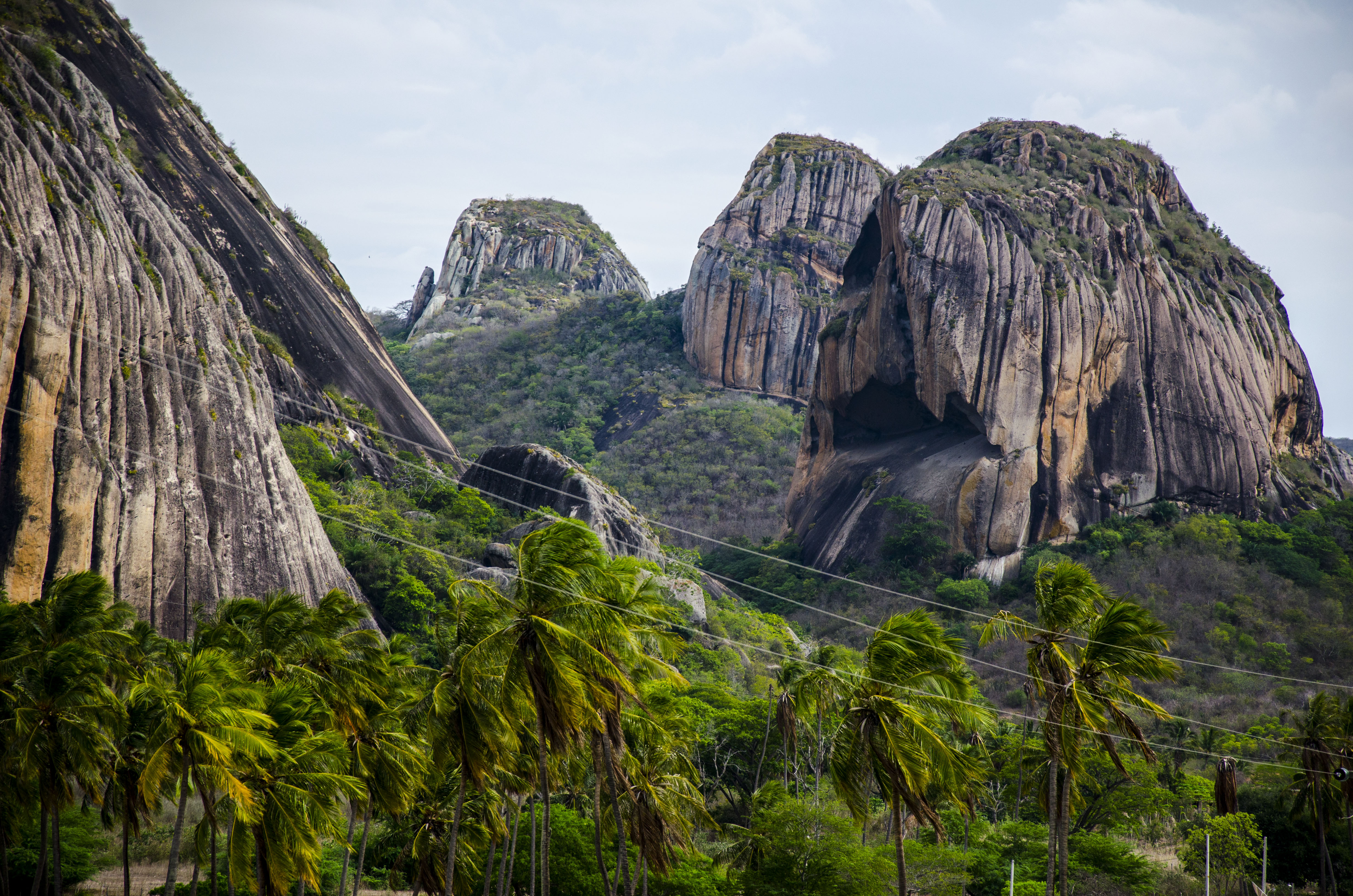
Detailansicht auf Felsformationen im Pedra da Boca State-Park bei der Gemeinde Araruna/Paraíba
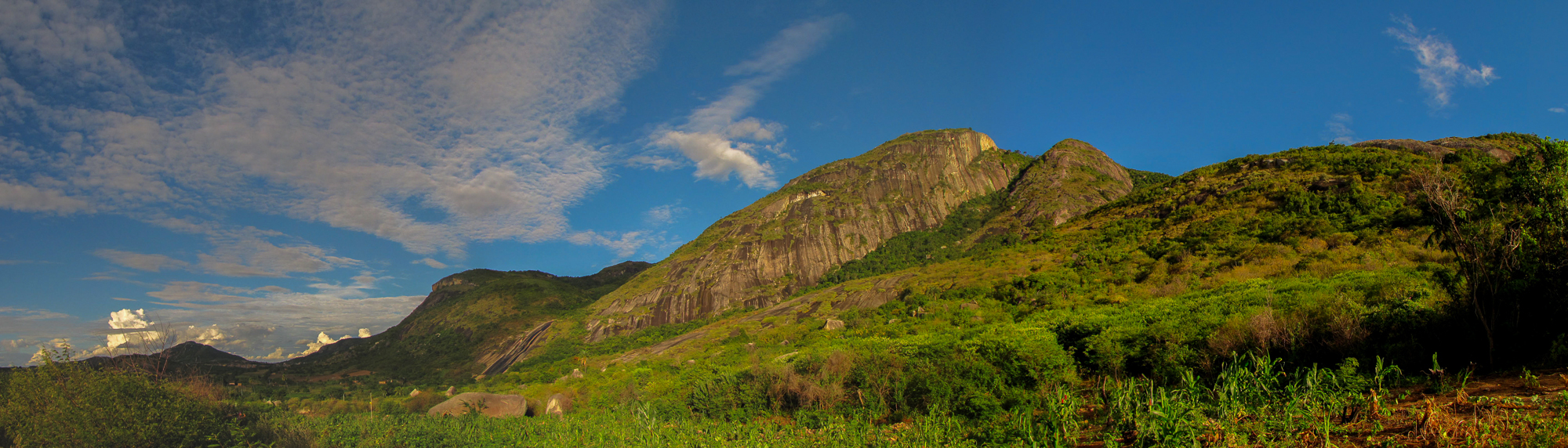
Plateau der Serra da Ponta bei der Gemeinde Brejo da Madre de Deus/Pernambuco
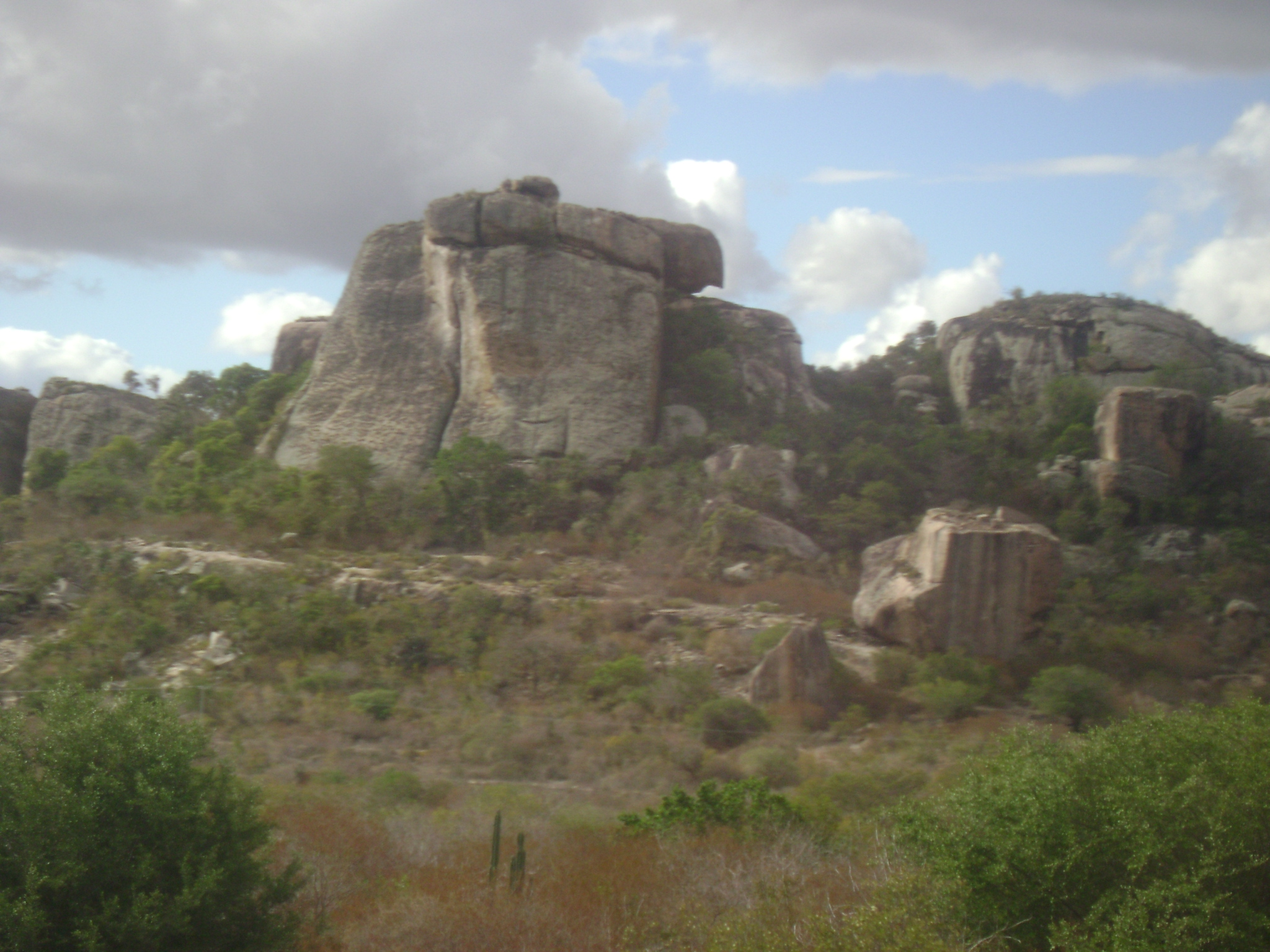
Felsformation in der Subregion Agreste zwischen den Städten Milagres und Jequié/Bahia

Die Borborema-Provinz basiert auf archaischem bis paläoproterozoischem hochgradig metamorphiertem Grundgebirge im Nordosten des Kongo-SF-Kratons. Während eines Dehnungsregimes entstanden intra-kratonische und ozeanische Becken. Mit der Schließung dieser Rifts bildete sich eine Vielzahl tektonisch zusammengefügter Terrane und Orogene unterschiedlicher Orogenese, die durch Scherzonen, wie das bedeutende Transbrasiliano-Lineament bzw. -Scherzone und Verwerfungen getrennt sind. In diesen dominieren vulkano-sedimentäre und calciumcarbonatische Ablagerungen sowie kollisionsbedingte Granite. Das Alter des Gesteinsspektrums überstreicht einen Zeitraum von 1.050 und 930 mya. In einer weiteren Dehnungsphase von 800 bis 700 mya entstanden juvenile Inselbogen-Komplexe und Magmatite in Ozeanbecken. Zwischen 640 und 540 mya kollidierte die Borborema-Provinz mit dem Westafrika-Kraton, dem Amazonas-Kraton und dem Kongo-SF-Kraton unter Schließung der Ausläufer des afrikanischen Pharusischen Ozeans. Die Kollisionen erzeugten intensive Gesteinsdeformationen- und metamorphosen sowie weiteren Magmatismus. Bis 500 mya traten noch massive post-orogene Intrusionen auf. Westlich wird die Borborema-Provinz von mächtigen Sedimentschichten des Parnaíba-Beckens begrenzt bzw. überdeckt. Da das Transbrasiliano-Lineament sich in Westafrika, wo es als Kandi-Lineament bzw. -Scherzone bezeichnet wird, fortsetzt, ist es wahrscheinlich, dass geologische Einheiten der Borborema-Provinz mit denjenigen im afrikanischen Pharusischen Gürtel korrelieren (siehe auch → Pharusischer Gürtel) korrelieren.

### Tocantins-Provinz
Die Tocantins-Provinz tritt in den brasilianischen Bundesstaaten Pará, Tocantins, Minas Gerais, Mato Grosso und Mato Grosso do Sul sowie im paraguayischen Verwaltungsbezirk Concepción und dem Verwaltungsbezirk Santa Cruz/Bolivien zu Tage.
Geologisch liegt sie zwischen der östlichen Flanke des Amazonas-Kratons und dem westlichen Bereich des heutigen Kratons São Francisco sowie dem Paranapanema-Block. Sie bildet das größte Orogen Südamerikas. Diese Provinz ist strukturiert in den Araguaia-Gürtel, den Brasilia-Gürtel und den Paraguay-Gürtel. Der Araguaia-Gürtel schließt westlich an die Borborema-Provinz an und stellt den nördlichen Abschnitt der Provinz dar. Die südöstlichen Bereiche des Araguaia-Gürtels sind durch das Transbrasiliano-Lineament vom Brasilia-Gürtel getrennt. Im Süden des Araguaia-Gürtels schließt der Paraguay-Gürtel an.
Die Orogenese der Tocantins-Provinz begann vermutlich um 1.270 mya mit der Öffnung des Goiás-Ozeans, in dem sich zwischen 1.000 und 760 mya vulkano-sedimentäre Sequenzen bildeten, die auf magmatische Inselbogenkomplexe schließen lassen. Um 800 mya begann die Kollision der Kratone Westafrika, Amazonas und Kongo-SF unter Subduktion des Ozeanbodens mit Akkretionen der Inselbögen an den Amazonas-Kraton. Zwischen 650 und 513 mya schloss sich der Ozean unter Ausbildung von Deformationen, Überschiebungen, Transformstörungen und massive Intrusionen.

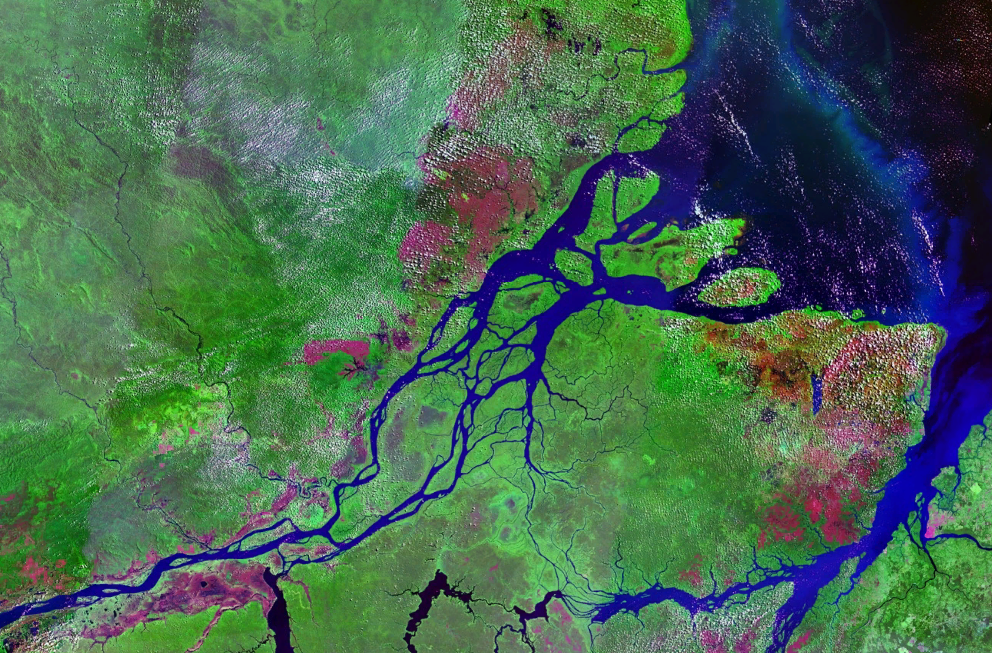
Mündungsdelta des Amazonas mit der Insel Marajó
Lage des brasilianischen Bundesstaates Pará
Lage des brasilianischen Bundesstaates Tocantins

#### Araguaia-Gürtel
Der Araguaia-Gürtel erstreckt er sich im Nordosten Brasiliens etwa zwischen der Insel Marajó im Mündungsdelta des Amazonas im Bundesstaat Pará bis in den Süden des Bundesstaates Tocantins. Geologisch gesehen entwickelte er sich zwischen den östlichen Bereichen des Amazonas-Kratons und der westlichen Flanke des heutigen São Francisco-Kratons. Im Nordosten wird der Gürtel von den Sedimenten des Parnaíba-Beckens überdeckt, während im Südwesten die Ablagerungen des Paraná-Beckens die Begrenzung darstellen.
Der Gürtel basiert auf überwiegend archaischem Grundgebirge und ist strukturiert in eine äußere und eine innere Zone. Die äußere Zone besteht aus ophiolithischen Überschiebungen, Sedimentgesteinen, die aus magmatischen Inselbögen stammen, sowie aus vulkanischen Gesteinen und Teilen eines passiven Kontinentalrandes mit niedergradig metamorph überprägten Gesteinen. Die innere Zone enthält lange, steile Aufwölbungen aus archaischen Grundgebirgsgesteinen, umgeben von nieder- bis mittelgradig beanspruchten Metasedimenten. Während der Kontinentkollision trat massiver granitischer Magmatismus auf. Deren Alter datiert um 550 mya.
Ursprünglich stand der Araguaia-Gürtel mit dem afrikanischen Mauritanide–Bassaride–Rokelide Gürteln in Verbindung (siehe auch → Nordwestafrikanischer Gürtel).

Lage des brasilianischen Bundesstaates Tocantins
Lage des brasilianischen Bundesstaates Goiás
Lage der Stadt Fortuna de Minas brasilianischen Bundesstaat Minas Gerais
Lage des brasilianischen Bundesstaates São Paulo
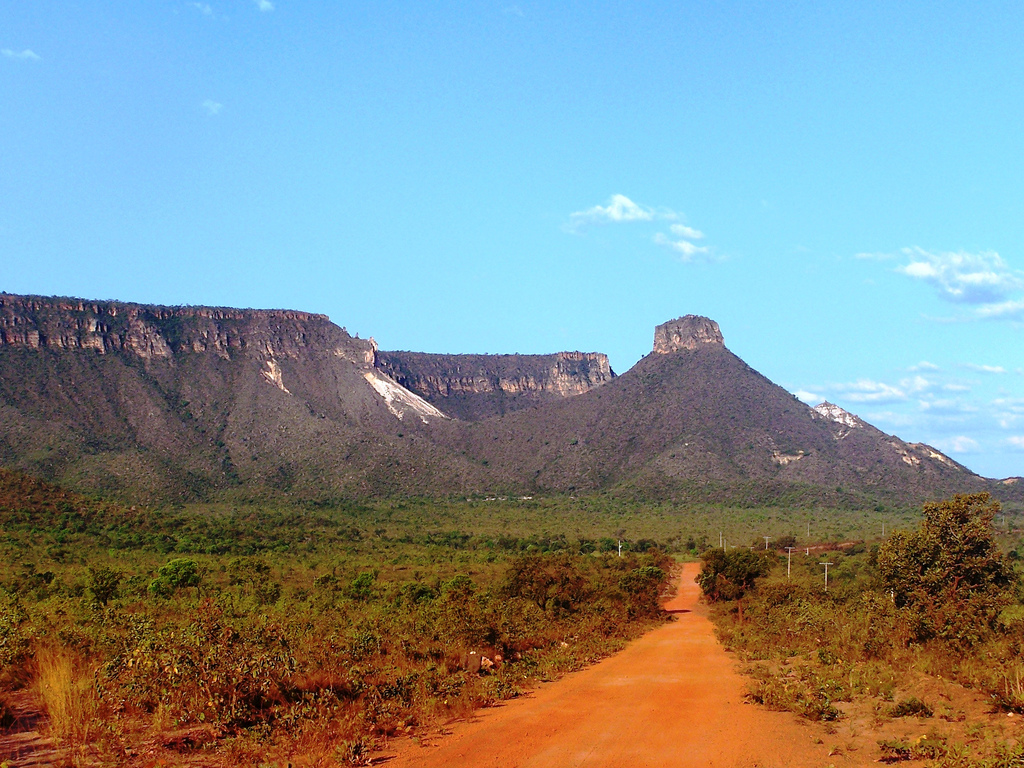
Serra do Espírito Santo im Staatspark Jalapão bei der Stadt Mateiros/Tocantins
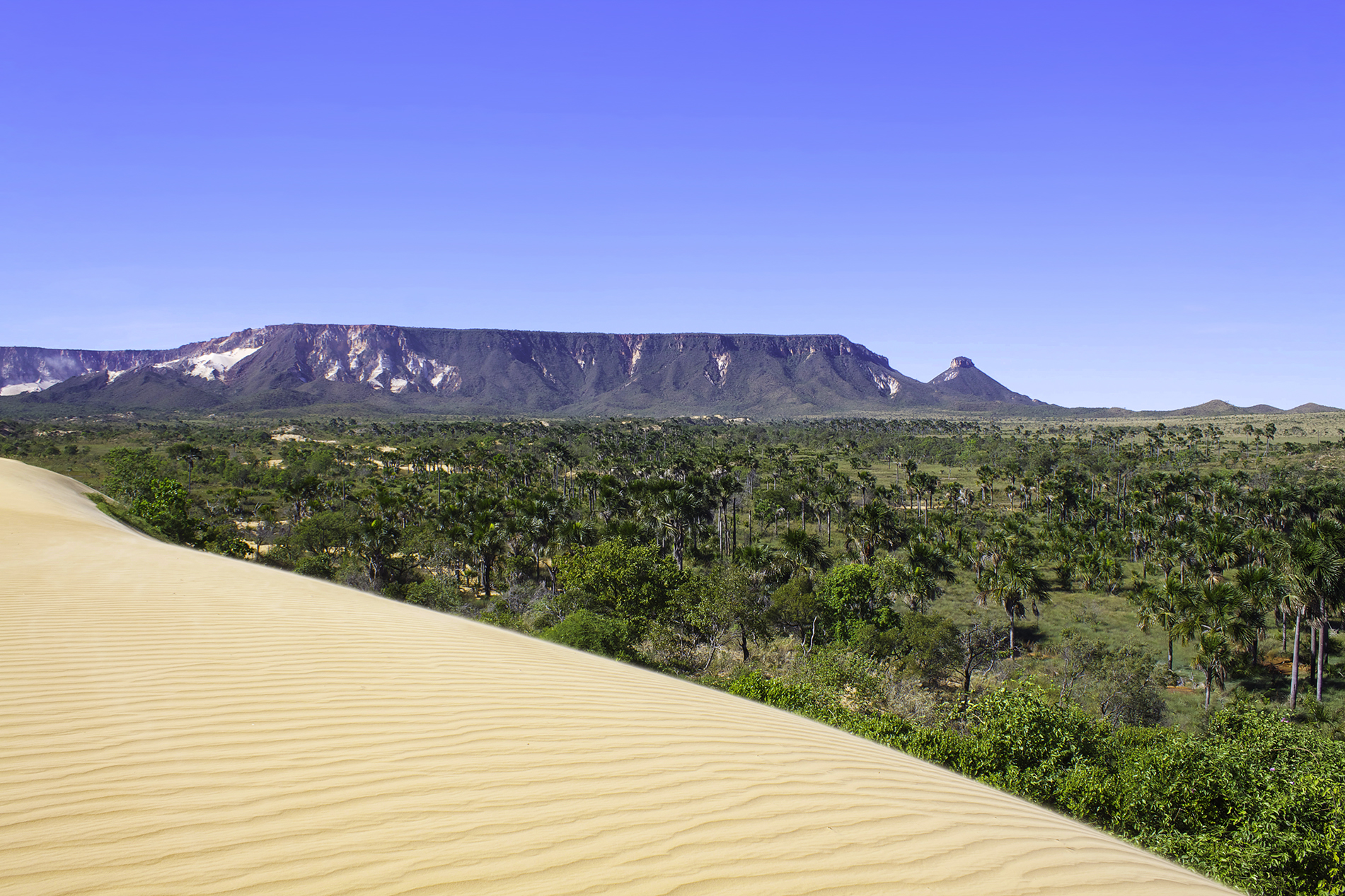
Gebirgsplateau Staatspark Jalapão/Tocantins

#### Brasilia-Gürtel
Der Brasilia-Gürtel kommt vor in den brasilianischen Bundesstaaten Tocantins, Goiás, Minas Gerais und dem nördlichen Bereich von São Paulo. Er bildet den östlichen Gürtel der Tocantins-Provinz und schließt nordwestlich an den Araguaia-Gürtel und südlich an den Ribeira-Gürtel an. Die östliche Begrenzung bildet der westliche Rand des heutigen São Francisco-Kratons, im Westen die Sedimente des Paraná-Beckens.
Seine Lithostratigraphie besteht aus einem archaischen bis paläoproterozoischen Grundgebirgsfundament, einer zentralen, sedimentären tektonischen Decke, dem archaischen bis neoproterozoischen Goiás-Massiv und dem magmatischen Goiás-Inselbogen-Komplex. Dieser Komplex setzt sich aus intra-ozeanischen Inselbögen und Vulkanbögen eines aktiven Kontinentalrandes zusammen. Die beiden Sektoren des Goiás-Inselbogenkomplexes waren in hohem Maße von Blattverschiebungen des Transbrasiliano-Lineaments betroffen. Die suprakrustalen Sedimente weisen unterschiedliche tektonische Ursprünge und Ablagerungszeiträume auf: Eine Sequenz entstammt passiven Kontinentalrändern des heutigen São Francisco-Kratons, während die jüngere Sequenz vom Goiás-Inselbogen-Komplex abstammt und zeitlichen Bezug zu den orogenen Phasen dieses Gürtels hat. Diese fanden zwischen 640 und 610 mya während der Kollision des Paranapanema-Blockes, des Goiás-Massivs sowie der Goiás-Inselbögen statt. Dabei wurden sie gegen den westlichen Passivrand des Kratons Kongo-SF geschoben und massiven Deformationen und Metamorphosen unterzogen. Die dritte Sequenz entstand zwischen 550 und 540 mya als Vorlandbeckensedimentpaket.

Lage des Bundesstaates Mato Grosso/Brasilien
Lage des Bundesstaates Mato Grosso do Sul/Brasilien
Lage des Verwaltungsbezirks Concepción/Paraguay
Lage des Verwaltungsbezirk Santa Cruz/Bolivien
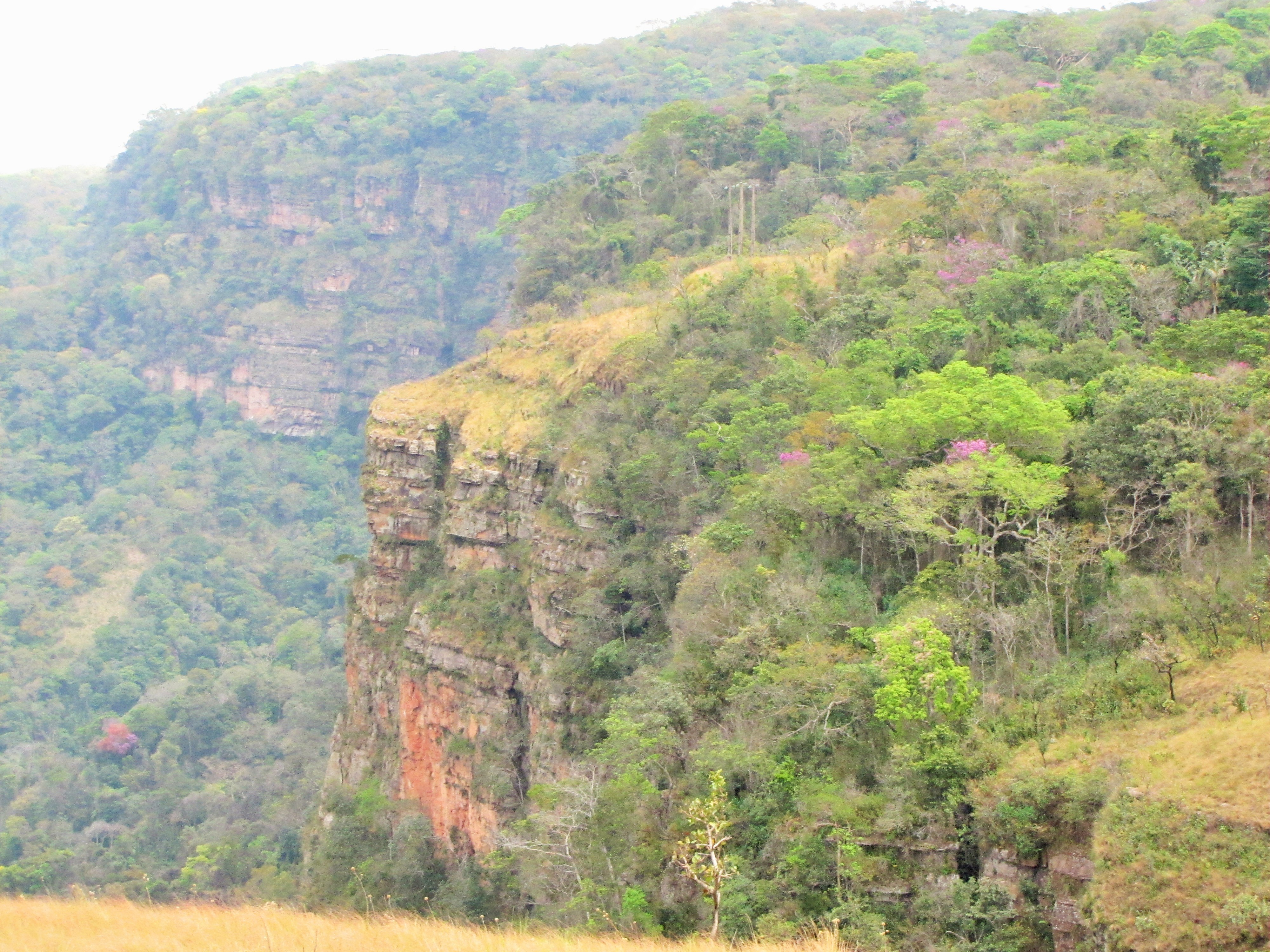
Sedimentäres Plateau im National Park Chapada dos Guimarães/Mato Grosso
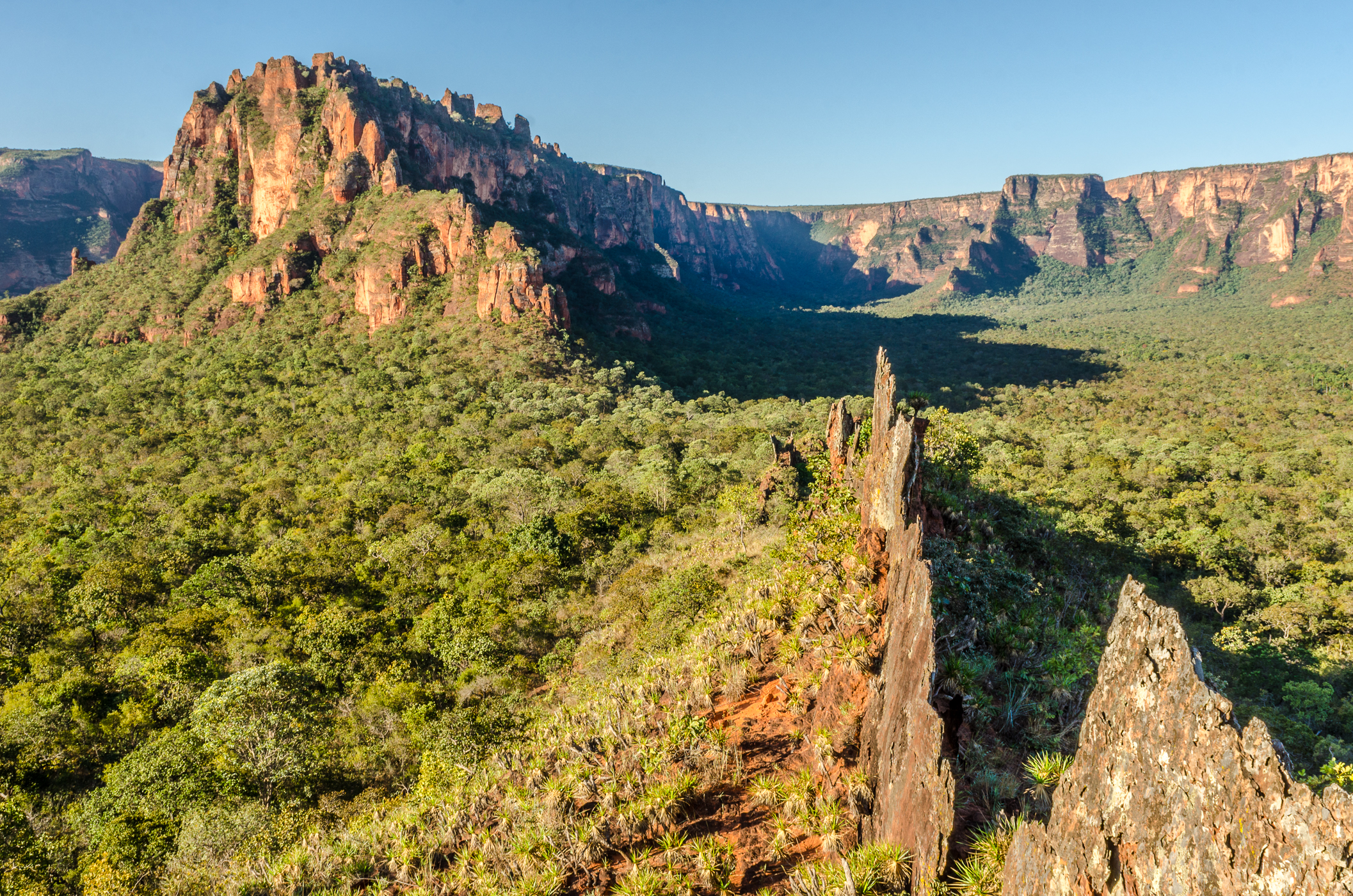
Felsformation Crista de Galo im National Park Chapada dos Guimarães/Mato Grosso
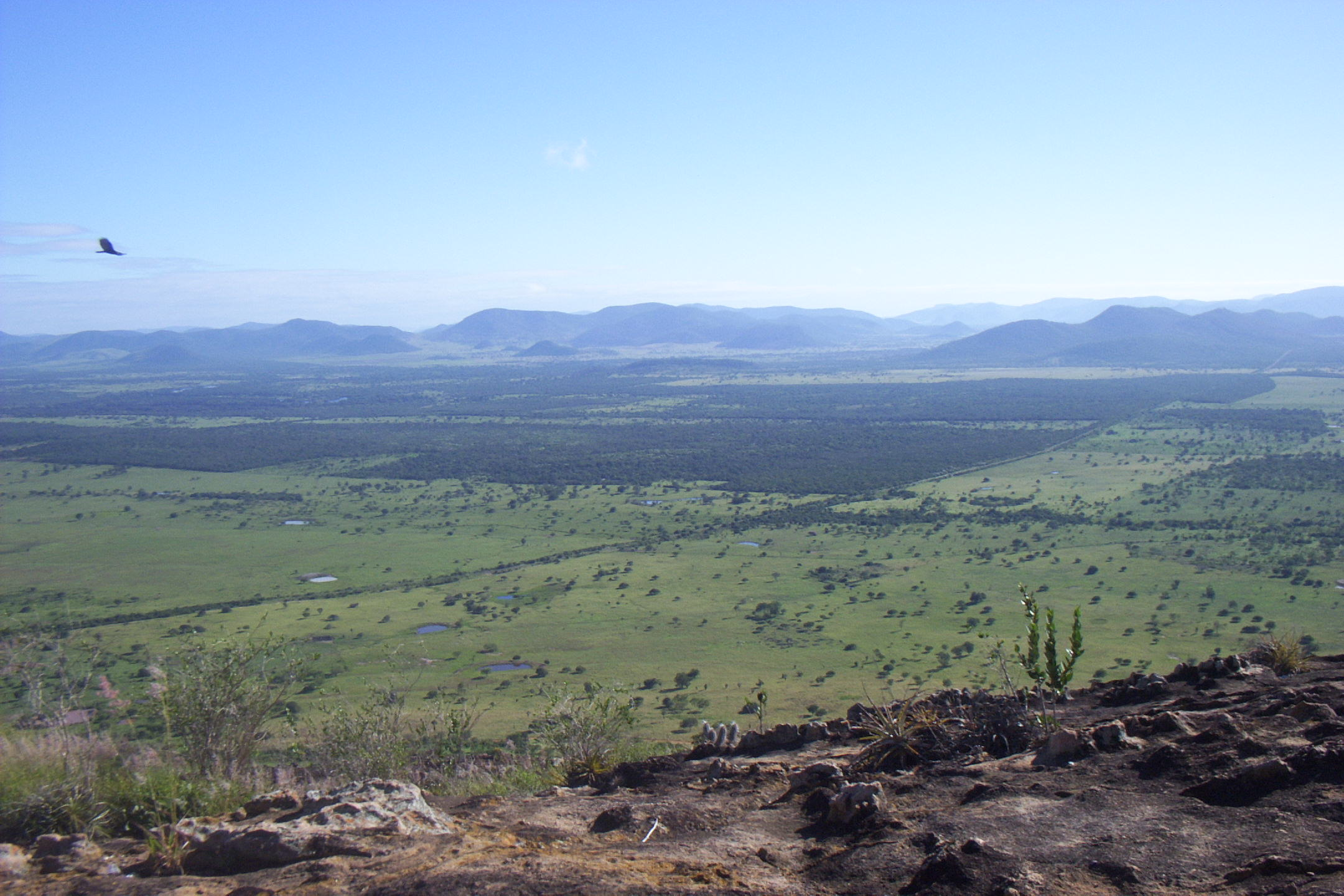
Bergkette im Verwaltungsbezirk Santa Cruz/Bolivien
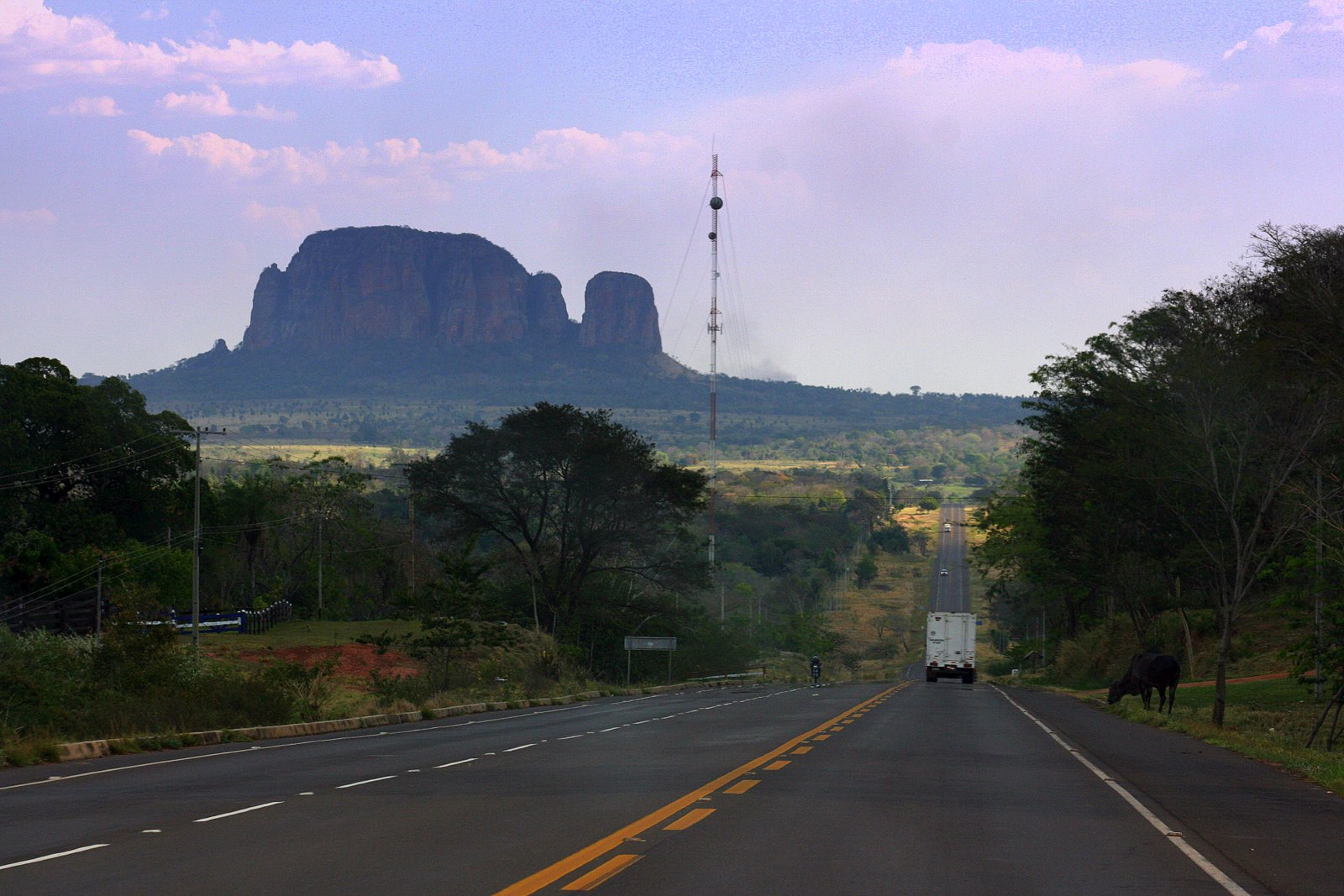
Sedimentärer Inselberg Cerro Memby im Verwaltungsbezirk Concepción/Paraguay

#### Paraguay-Gürtel
Der Paraguay-Gürtel tritt in dem kurzen südlichen Ast, dem lang gezogenen nördlichen Ast und einer schmalen, bogenförmigen Verbindungszone innerhalb des Paraná-Beckens zu Tage. Die übrigen Gürtelstrukturen sind von mächtigen Beckensedimenten eingefasst. Er ist im Westen vom Amazonas-Kraton, im Osten vom Kongo-SF-Kraton und im Süden vom Rio Apa-Terran begrenzt. Dieser Gürtel liegt größtenteils in den brasilianischen Bundesstaaten Mato Grosso und Mato Grosso do Sul, der westliche Abschnitt erstreckt sich bis zum Verwaltungsbezirk Santa Cruz/Bolivien, der südlichste Abschnitt ragt in den paraguayischen Verwaltungsbezirk Concepción.
Der metasedimentäre Gürtel entwickelte während eines Dehnungsregimes mit Ausweitung zum Brazilide-Ozean. Dabei lagerten sich Sedimentpakete an passiven Rändern in seichten Schelfregionen des Amazonas-Kratons, dem Paranapanema-Block und dem Rio Apa-Terran ab. Diese bestehen überwiegend aus Kalksteinen, Dolomitsteinen, Karbonatplattformen, Siliziklastika, Konglomeraten und vulkanischen Brekzien. In dieser Sequenz sind zwei diamiktitische Schichten enthalten, die während der Marinionischen- (650 bis 635 mya) und der Gaskiers-Eiszeiten (um 580 mya) entstanden. Ab 800 mya invertierte die Beckendehnung mit Schließung des Brazilide-Ozeans. Ab 660 mya die begann die orogene Phase mit massiven Deformationen, Faltenbildungen, Foliationen und metamorphen Überprägungen. Sie dauerte bis 513 mya. Granitische Intrusionen stiegen noch um 504 und 453 mya auf.

Lage des brasilianischen Bundesstaates Bahia
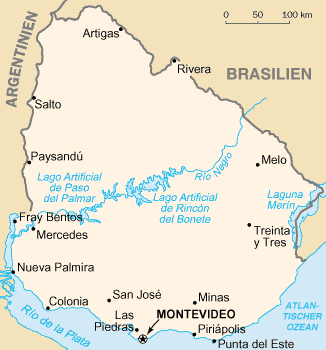
Lage der Republik Uruguay

### Mantiqueira-Provinz
Die Mantiqueira-Provinz erstreckt sich vom südlichen Bereich des brasilianischen Bundesstaates Bahia entlang dem Südosten Südamerikas bis zur uruguayischen Stadt Montevideo. Geologisch sind es die östlichen Flanken der heutigen Sao Francisco- und des Rio de La Plata-Kratone, sowie des Paranapanema-Blocks, die auch das archaische bis paläoproterozoische Grundgebirge der Provinz bilden. Westlich sind die Gürtelformationen von mächtigen Sedimentschichten des Paraná-Beckens und Chaco-Paraná-Beckens überdeckt. Diese Provinz besteht aus dem nördlichen Araçuaí-Gürtel, dem südlich anschließenden Ribeira-Gürtel und dem südlichen Dom Feliciano-Gürtel. Sie resultieren aus Kollisionen südamerikanischer und südafrikanischer Kontinentalplatten.
Die geologische Entwicklung erfolgte in drei Phasen: Die erste war ab 930 mya geprägt durch Grabenbruch- und Ozeanbeckenbildungen. Es öffnete sich der Adamastor-Ozean. In diesem bildeten sich neue Krusten, inklusive juveniler intra-ozeanischer magmatischer Inselbögen, die zwischen 790 und 700 mya kollidierten. In der zweiten und dritten Phase vollzog sich die Kollision der Lithosphärenplatten mit Wiederaufarbeitung älterer Krusten sowie Bildung der orogenen Gürtel in einem Zeitraum von 640 bis 480 mya.

Lage des Bundesstaates Bahia/Brasilien
Lage des Bundesstaates Espírito Santo/Brasilien
Lage des Bundesstaates Minas Gerais/Brasilien
Lage des Bundesstaates Rio de Janeiro/Brasilien
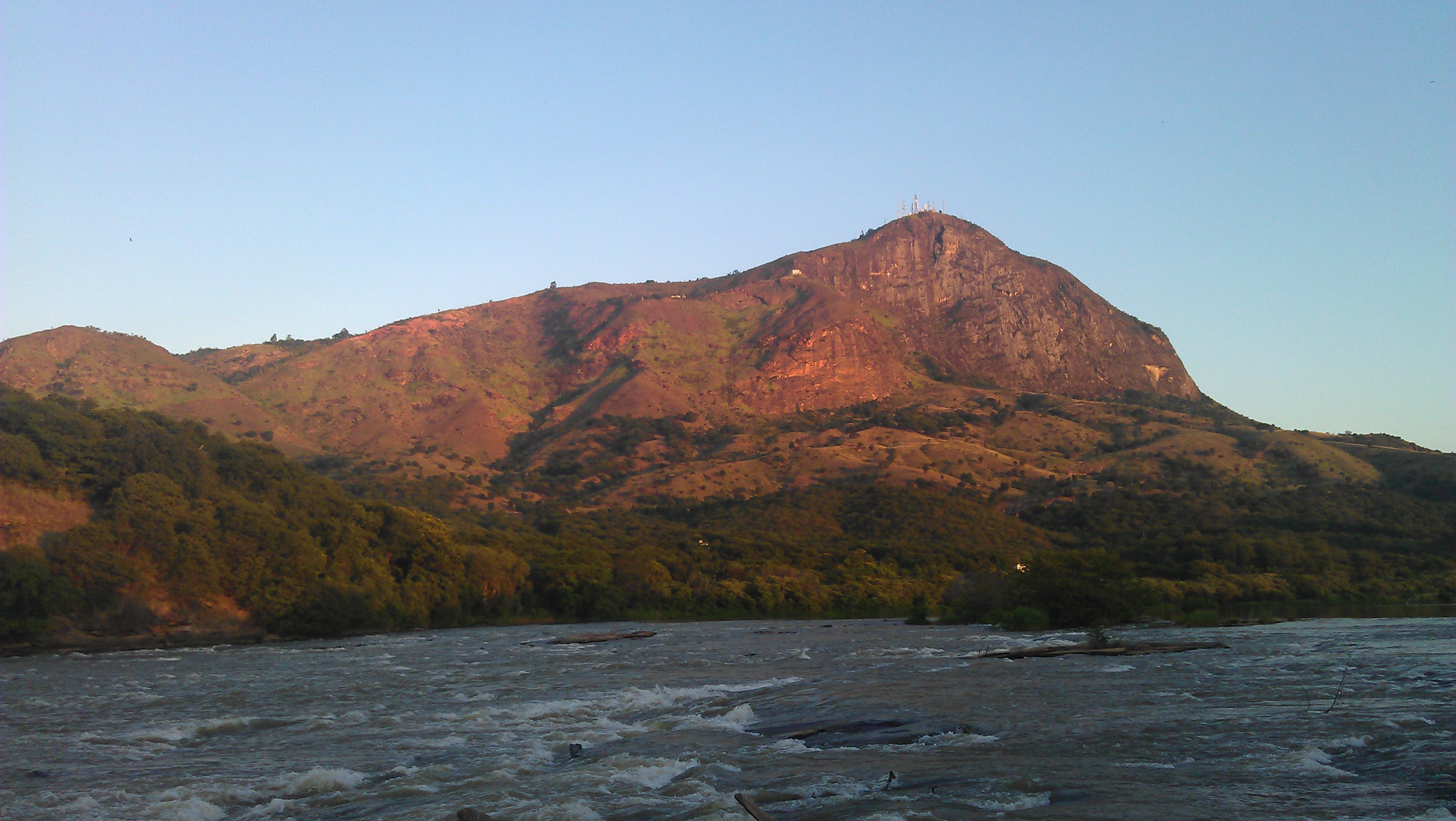
Intrusion Ibituruna/Minas Gerais
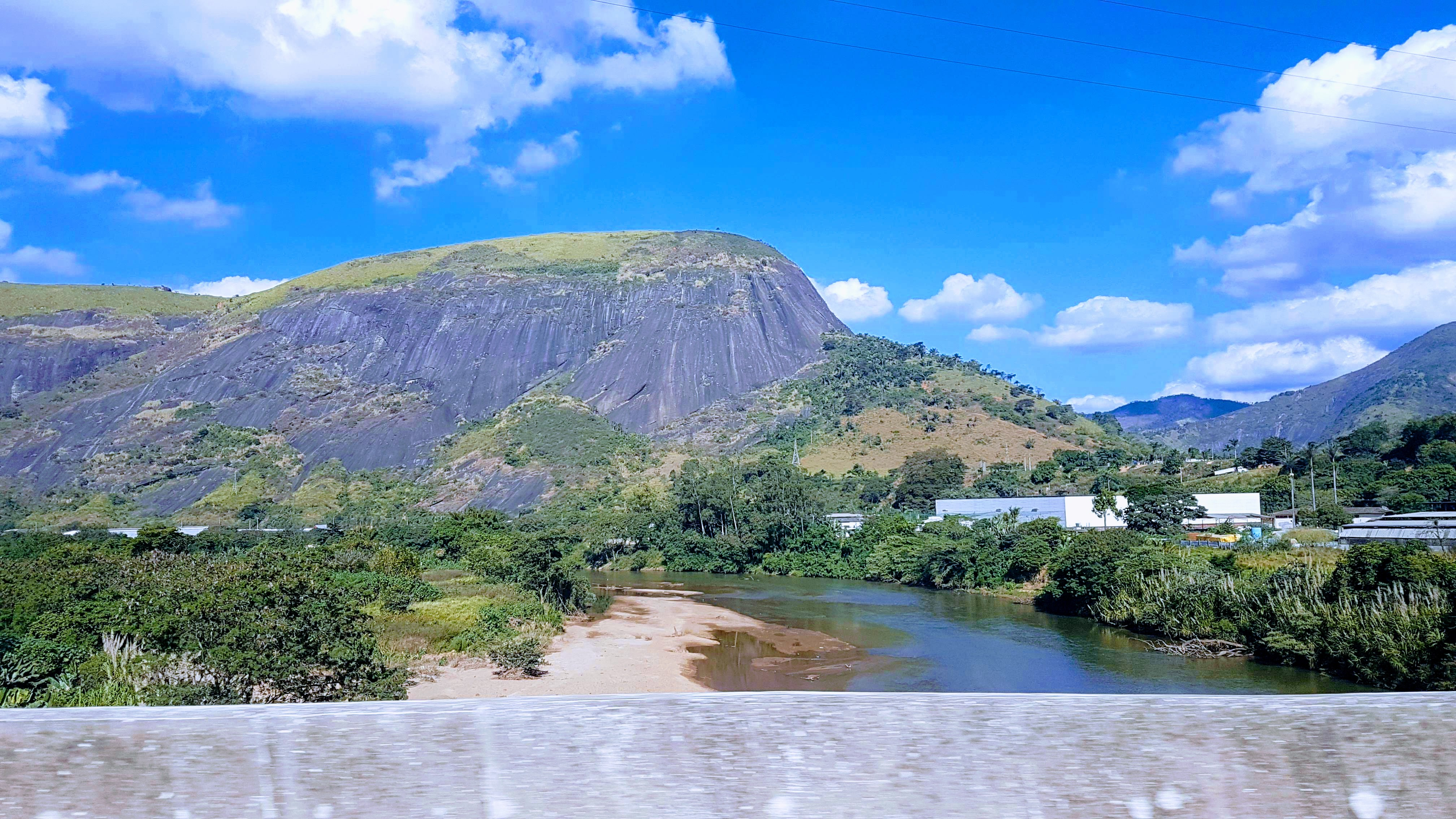
Intrusion Baratinha bei der Stadt Timóteo/Minas Gerais
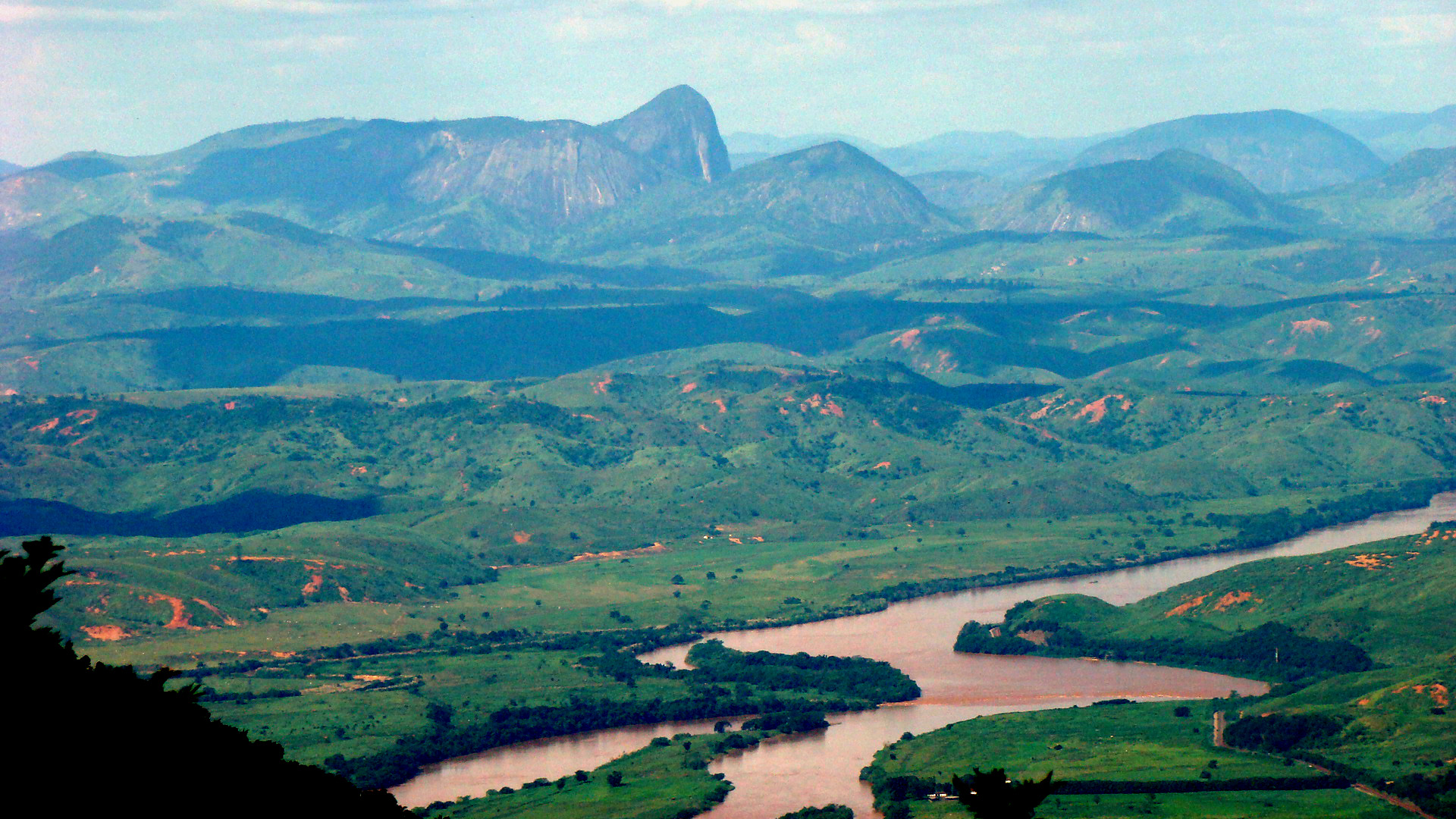
Gebirge im Vale do Rio Doce/Minas Gerais

#### Araçuaí-Gürtel
Der Araçuaí-Gürtel verläuft etwa vom südlichen Bereich des brasilianischen Bundesstaates Bahia über die Bundesstaaten Espirito Santo, Minas Gerais bis zum Rio de Janeiro. Geologisch entspricht dieser Bereich dem typisch golfähnlichen südöstlichen Randbereich des heutigen São Francisco-Kratons. Im Osten wird der Gürtel vom Südatlantik begrenzt.
Der Araçuaí-Gürtel ist strukturiert in eine äußere, eine innere und eine nördliche Zone. Die äußere, westliche Zone stellt einen Überschiebungs- und Falten-Gürtel dar. Sie ist charakterisiert durch die Ablagerung von mächtigen vulkano-sedimentären Gesteinssequenzen, bestehend aus Gabbros, mafischen Dykes, Graniten, Siliziklastika, Konglomeraten. In dem Sedimentpaket sind diamiktitische Schichten enthalten, die der Sturtische Eiszeit (ca. 760 bis 649 mya) und der Gaskiers-Eiszeit (um 580 mya) zugerechnet werden. Die Sedimentation begann um 930 mya in Grabenbrüchen bzw. im sich öffnenden Adamastor-Ozean an passiven Rändern der Kratone Rio de La Plata Kongo-SF. Zwischen 906 und 880 mya intrudierten mehrere Plutonite und Dykes.
Die innere, östliche Zone ist der Kern des Gürtels. Sie entwickelte sich während der Schließung des Adamastor-Ozeans und Kollision Kontinentalplatten. Sie ist charakterisiert durch weit verbreiteten orogenen Magmatismus und hohem metamorphen Überprägungsgrad. In ihr dominieren granitische Gesteine, die während der orogenen Phasen entstanden. Außerdem wurde eine Geosutur mit Resten des Ozeanbodens sowie von magmatischen Inselbögen nachgewiesen. Die nördliche Zone enthält Segmente aus den beiden anderen Zonen. In allen Zonen kommen archaische bis paläoproterozoische TTG-Komplexe aus Graniten und Orthogneisen, die vom überarbeiteten Grundgebirge stammen, vor. Mit der Kollision der Kratone setzte die Orogenphase ein, die in mehreren Phasen von 630 bis 500 mya dauerte. Diese war verbunden mit weiteren massiven magmatischen Intrusionen, Deformationen und Metamorphosen.
Der Araçuaí-Gürtel hat seine geologische Entsprechung im afrikanischen Westkongo-Gürtel.

Lage des Bundesstaates Minas Gerais/Brasilien
Lage des Bundesstaates Rio de Janeiro/Brasilien
Lage des Bundesstaates São Paulo/Brasilien
Lage des brasilianischen Bundesstaates Paraná
Intrusionen im Vale dos Frades/Bundesstaat Rio de Janeiro
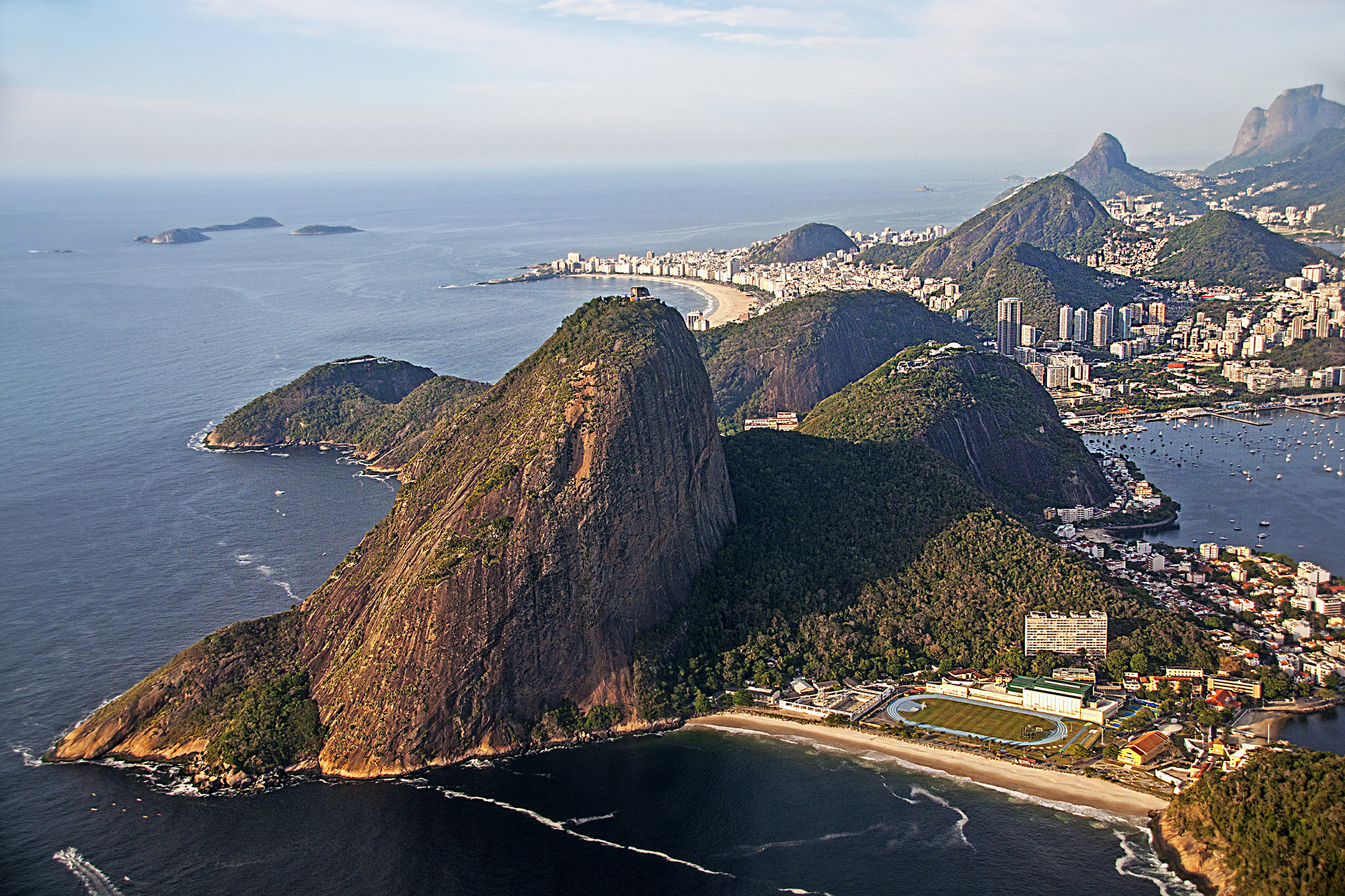
Zuckerhut, Morro da Urca und andere Intrusionen in der Guanabara-Bucht/Bundesstaat Rio de Janeiro
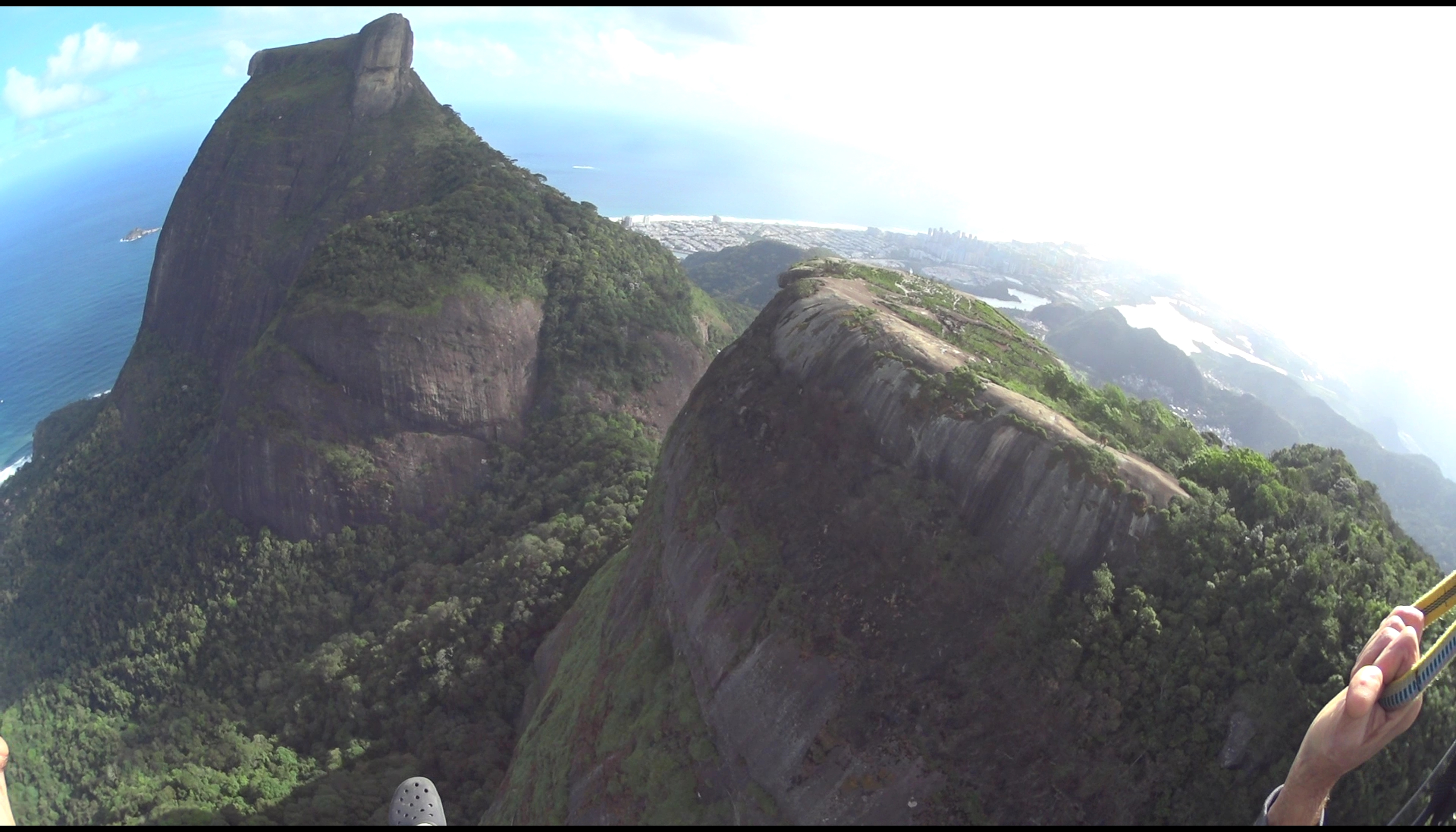
Intrusion Pedra Bonita im Nationalpark Tijuca/Bundesstaat Rio de Janeiro
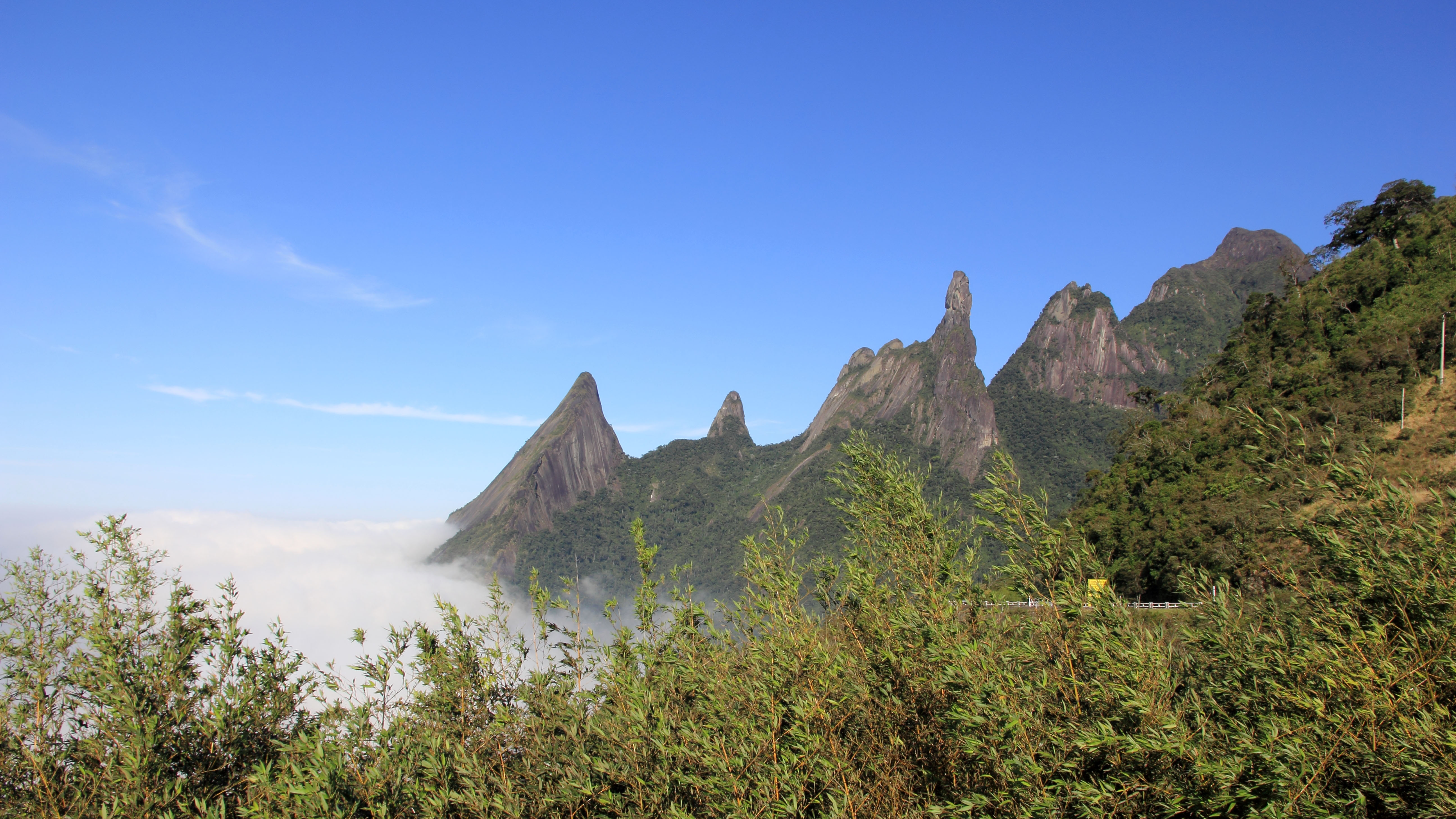
Bergspitzen im Gebirgszug Serra dos Órgãos/Bundesstaat Rio de Janeiro
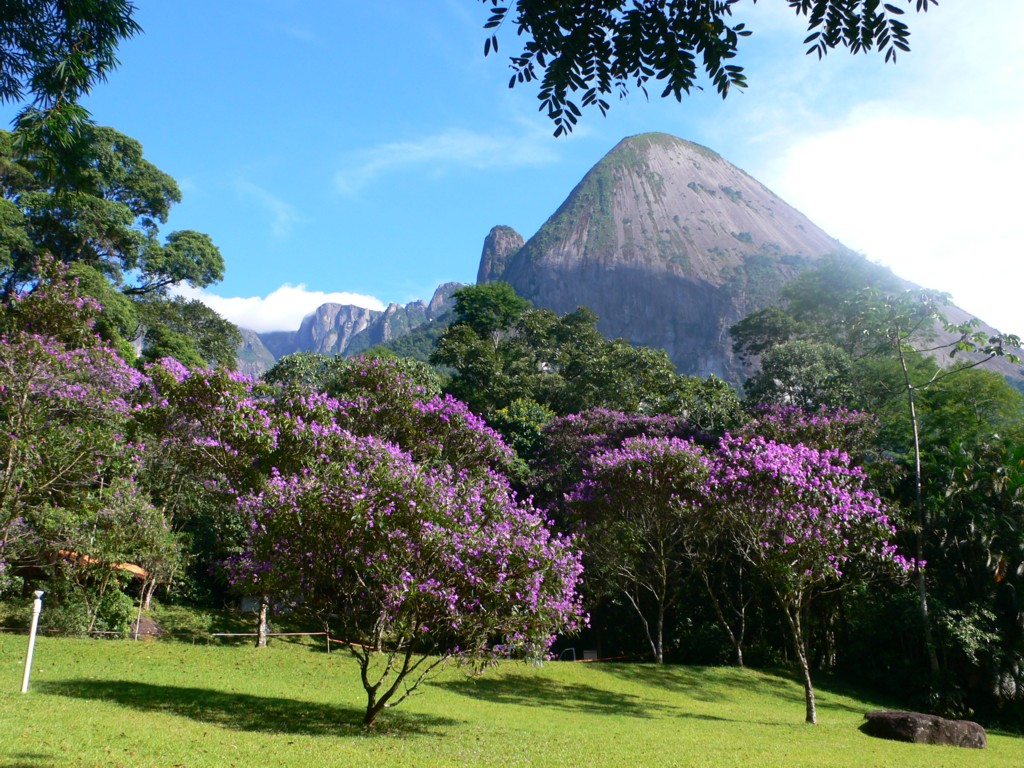
Batholith Serra dos Órgãos im Gebirgszug Serra do Mar im Nationalpark Serra dos Órgãos/Bundesstaat Rio de Janeiro

#### Ribeira-Gürtel
Der Ribeira-Gürtel erstreckt sich etwa entlang der brasilianischen Bundesstaaten Minas Gerais, Rio de Janeiro, São Paulo bis nach Paraná. Die östliche Begrenzung bildet der Südatlantik. Geologisch verläuft er sich am südöstlichen Randbereich des heutigen São Francisco-Kratons.
Der Ribeira-Gürtel entwickelte sich in mehreren Phasen. Zwischen 590 und 510 mya ereignete sich die Orogenbildung, der von 510 bis 480 mya ein dehnungsbedingter Orogenkollaps folgte. Die Formierung des Ribeira-Gürtels führte auch zur Überprägung des südlichen Bereiches des Brasilia-Gürtels.
Der Ribeira-Gürtel basiert auf archaischem bis paläoproterozoischem Grundgebirge. Es besteht aus Grünsteingürteln, unterschiedlich zusammengesetzten Vulkaniten, verschiedenen Orthogneisen und Granuliten. Außerdem lagerten sich paläoproterozoische bis mesoproterozoische Sedimentsequenzen ab. Der Formierung des Ribeira-Gürtels ging die Kollision des Kratons Kongo-SF mit dem Paranapanema-Block zwischen 630 und 625 mya voraus. Er besteht aus einem System von tektonischen Decken, die aus Akkretionen von vier Terranen infolge der Subduktion des Adamastor-Ozeanbodens entlang des Kongo-SF-Kratons entstanden.
Die Terrane weisen unterschiedliche Genesen und petrographische Zusammensetzungen auf. Sie sind durch Verwerfungen, Scherzonen und Transformstörungen getrennt sind. Das Occidental-Terran repräsentiert den äußeren Sektor des Gürtels. Er besteht aus erneut aufgearbeiteten archaischen bis paläoproterozoischen Grundgebirgseinheiten, mesoproterozoischen intra-kratonischen Sedimentbeckenablagerungen sowie neoproterozoischen Sedimentpaketen, die an passiven und aktiven Kontinentalrändern entstanden, letztere mit magmatischen Inselbogen-Komplexen, welche an dem Paranapanema-Block akkretierten. Das Paraíba do Sul-Terran bzw. die -Klippe besteht aus archaischem bis paläoproterozoischem Grundgebirge, neoproterozoischen Sedimentablagerungen und einem kontinentalen magmatischen Vulkanbogenkomplex, der am Rand des Kongo-SF-Kratons akkretierte. Das Oriental-Terran kollidierte unter Krustenverdickungen und weit verbreiteten granitischen Intrusionen (Plutonite), die das Grundgebirge und die Schichten in anderen Sektoren des Gürtels durchdrangen. Das Cabo Frio-Terrans kollidierte mit dem Kraton Kongo-SF. Dabei wurden frühere Terrane tektonisch überarbeitet. In diesem Terran entstanden großformatige Falten und Blattverschiebungen sowie massive magmatische Prozesse.
Der Ribeira-Gürtel stand ursprünglich mit dem nördlichen Abschnitt des afrikanischen Kaoko-Gürtels in Verbindung.

Lage des Bundesstaates Santa Catarina/Brasilien
Lage des Bundesstaates und Rio Grande do Sul/Brasilien
Lage des Verwaltungsbezirks Departamento Maldonado/Uruguay
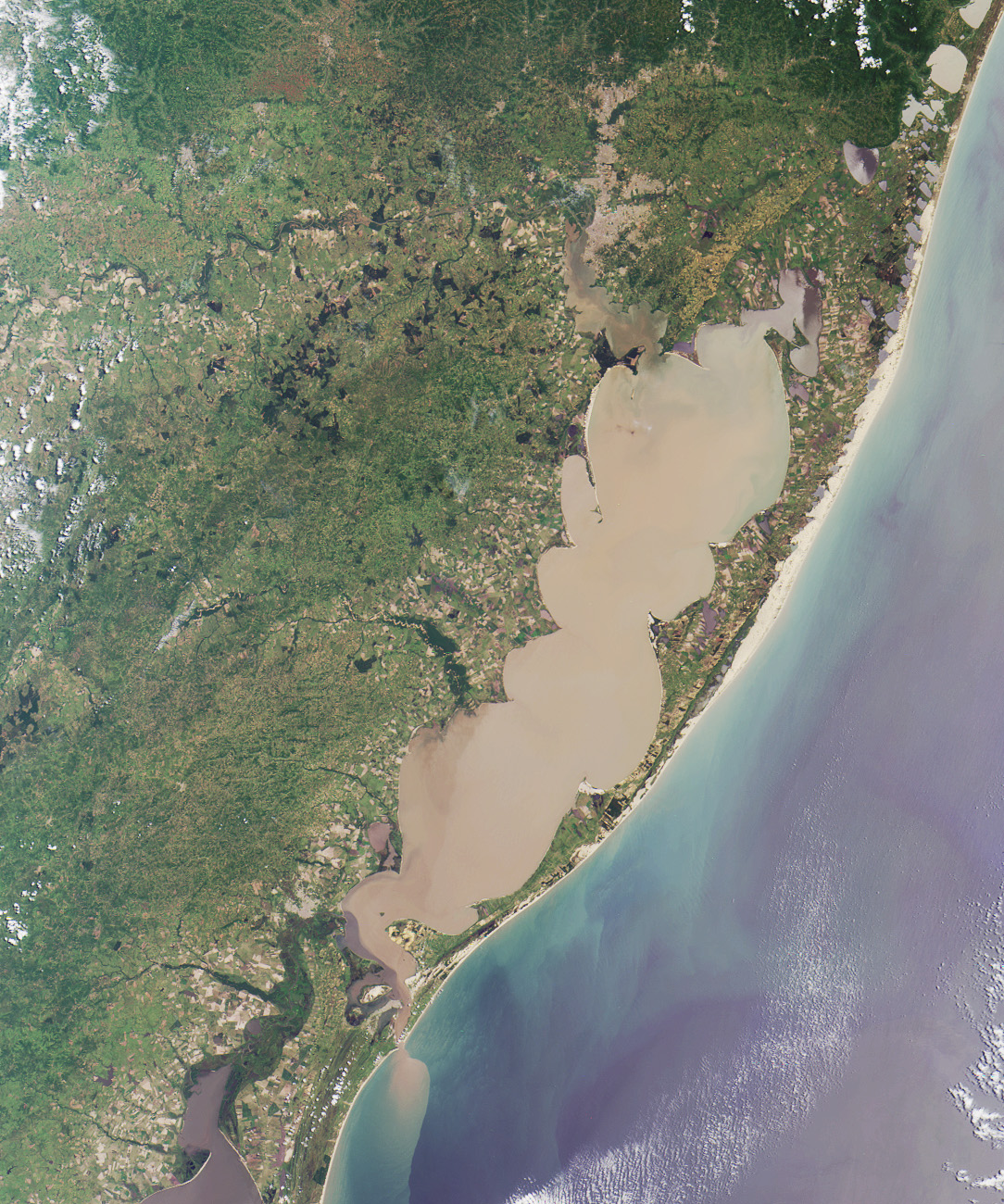
Lagune Lagoa dos Patos im Bundesstaat Rio Grande do Sul mit dem anschließenden Florianópolis-Pelotas-Aigua-Batholith
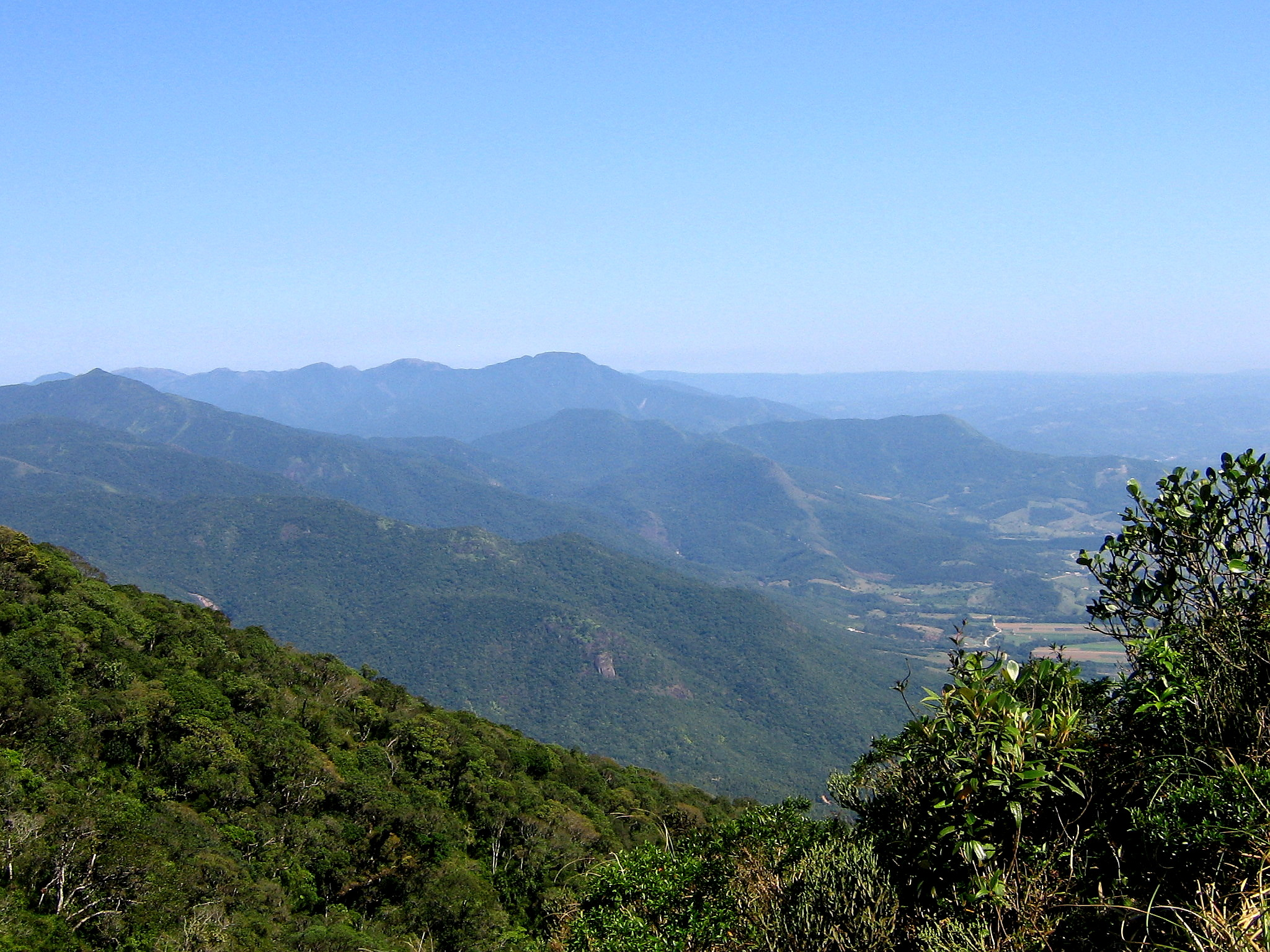
Bergkette der Cambirela bei der Gemeinde Palhoça/Santa Catarina
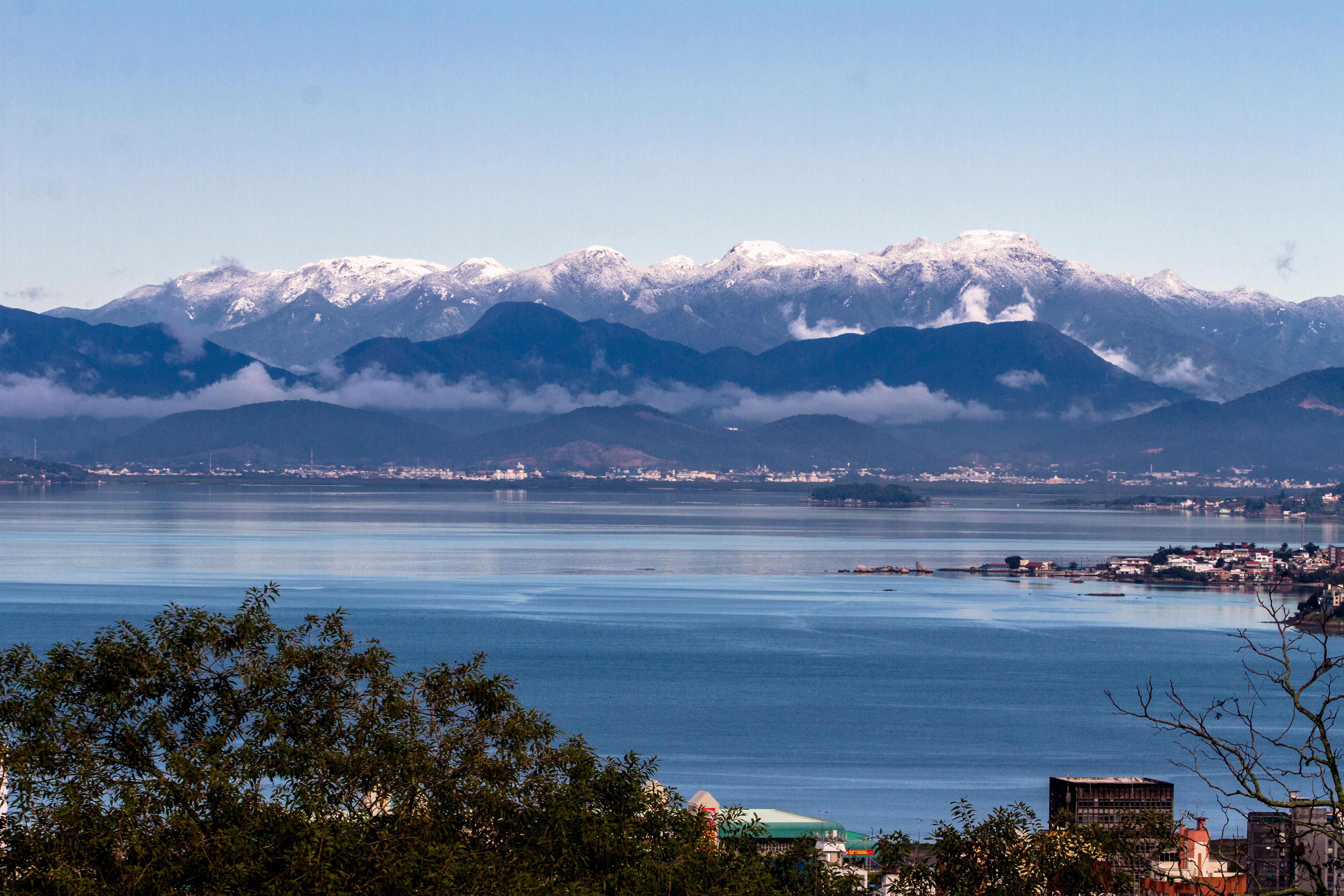
Schneebedeckte Berge im Nationalpark Serra do Tabuleiro bei der Stadt Florianópolis/Santa Catarina

#### Dom Feliciano-Gürtel
Der Dom Feliciano-Gürtel tritt in den brasilianischen Bundesstaaten Santa Catarina und Rio Grande do Sul bis zum uruguayischen Departamento Maldonado zu Tage. Die östliche Begrenzung bildet der Südatlantik. Er bildet er die südliche Verlängerung des Ribeira-Gürtels.
Geologisch entwickelte er sich an südöstlichen Bereichen des archaischen bis paläoproterozoischen Rio de la Plata-Kratons, der auch das Grundgebirge des Gürtels bildet. Es besteht aus Grünsteingürteln, unterschiedlich zusammengesetzte Vulkanite, verschiedene Orthogneise und Granulite. Außerdem lagerten sich paläoproterozoische bis mesoproterozoische Sedimentsequenzen ab.
Der Formierung des Dom Feliciano-Gürtels ging die Öffnung des Churra-Ozeans von 950 bis 900 mya voraus. Er trennte die Nico Perez-Mikroplatte von anderen Terranen des Rio de la Plata-Kratons. Die Schließung des Churra-Ozeans erfolgte zwischen 890 und 680 mya. Dabei bildeten sich ein intra-ozeanischer magmatischer Inselbogen und ein terrestrischer Vulkanbogen an einem aktiven Kontinentalrand. Von 650 bis 620 mya subduzierte der Ozeanboden des Adamastor-Ozeans mit Kollisionen des Rio de la Plata-Kratons mit der Nico Perez-Mikroplatte einerseits und den Kratonen Kongo-SF und Kalahari andererseits. Sedimentation von passiven Kontinentalrändern war weit verbreitet. Die Kontinentkollisionen fanden zwischen 600 und 570 mya statt, begleitet von starken Deformationen und metamorphen Überprägungen der Magmatite, Vulkanite und der Sedimentgesteine sowie der terrestrischen Grundgebirgseinheiten mit teilweisem partiellen Aufschmelzen (siehe auch → Anatexis). Während der letzten Phase entwickelten sich von 590 bis 500 mya in einem Dehnungsregime weitere plutonische, vulkanische und sedimentäre Einheiten, verbunden mit dem Orogenkollaps.
Der Dom Feliciano-Gürtel ist strukturiert in das westlichste São Gabriel-Terran, das Tijucas-Terran, den Florianópolis-Pelotas-Aigua-Batholith sowie die östlichsten Rocha- und Punta del Este-Terrane. Sie bilden ein System von tektonischen Decken entlang des Rio de la Plata-Kratons mit der Nico Perez-Mikroplatte. Durchzogen ist der Gürtel von mehreren Verwerfungen, Scherzonen und Transformstörungen.
Das São Gabriel-Terran besteht aus einem ophiolithischen Akkretionskeil-Komplex aus metamorph überprägten Gesteinen des Erdmantels. Weiterhin ist eine Sequenz enthalten, die aus Ablagerungen des ozeanischen Inselbogens und des terrestrischen Vulkanbogens stammen, sowie ein vulkano-sedimentäres, magmatisches Vorkommen. Das Tijucas-Terran besteht aus paläoproterozoischen großen Grundgebirgsaufwölbungen, umgeben von vulkano-sedimentären Ablagerungen, spät-paläoproterozoischen bis früh-mesoproterozoischen Graniten und Metabasalten sowie neoproterozoische vulkano-sedimentären Ablagerungen. Der Florianópolis-Pelotas-Aigua-Batholith entwickelte sich im Neoproterozoikum während und nach der orogenen Phase des Dom Feliciano-Gürtels. Er setzt sich zusammen aus Plutoniten verschiedener Zusammensetzungen sowie Dyke-Schwärmen. Der größte Teil des Batholithes erhebt sich direkt hinter der Lagune Lagoa dos Patos im brasilianischen Bundesstaat Rio Grande do Sul, der andere Abschnitt tritt im nördlichen Gürtelbereich nahe der Stadt Florianópolis zu Tage. Die Punta del Este- und Rocha-Terrane bilden das südöstliche Ende des Gürtels. Dort akkretierte das Punta del Este-Terran, das überwiegend aus Ortho- und Paragneisen, Metabasalten und Migmatiten besteht, welche wahrscheinlich einem früheren Grundgebirge entstammen. Sie unterlagen hochgradigen metamorphen Überprägungen und magmatischen Ereignissen. An das Punta del Este-Terran schließt östlich des Rocha-Terran an, das eine siliziklastische Sequenz darstellt.
Der Dom Feliciano-Gürtel war ursprünglich mit dem südlichen Abschnitt des afrikanischen Kaoko-Gürtels, dem Gariep-Gürtel und dem Saldania-Gürtel verbunden.